# Eure-et-Loir
Pour les articles homonymes, voir Eure et Loir.
L'Eure-et-Loir (/œʁ‿e.lwaʁ/) est un département français dont la préfecture, Chartres, est située à 90 km à l'ouest-sud-ouest de Paris. Les villes de Dreux, Châteaudun et Nogent-le-Rotrou en sont les sous-préfectures. Il fait partie de la région Centre-Val de Loire.
Son nom provient des deux principales rivières qui le traversent, l'Eure, affluent de la Seine, et le Loir, affluent de la Sarthe. L'Insee et La Poste lui attribuent le code 28.

## Géographie
| Eure   |              | Yvelines |
| Orne   | Eure-et-Loir | Essonne  |
| Sarthe | Loir-et-Cher | Loiret   |

Carte d'Eure-et-Loir.

Le département d'Eure-et-Loir s’étend à l'ouest-sud-ouest de l’agglomération parisienne et comprend plusieurs plateaux : le Thymerais au nord-ouest, le Drouais au nord, et la Beauce qui s’étend sur l'est, et dont fait partie le Dunois au sud. Dans l’ouest du département, le relief s’élève et forme les collines du Perche, attenantes à la fois à la Normandie et aux Pays de la Loire. Le Faux Perche marque la transition entre la Beauce et le Perche. Le département a par ailleurs bénéficié de la création du parc naturel régional du Perche.
Les principales rivières du département alimentent deux bassins versants, celui de la Seine au nord avec son affluent l'Eure et ses sous-affluents Avre et la Blaise, et celui de la Loire au sud avec son affluent le Loir et ses sous-affluents Ozanne, Conie et Yerre.
La forêt, avec près 75 000 hectares (appartenant à 80 % au domaine privé et 10 000 de forêts domaniales) est également présente, notamment dans le Nord-Ouest du département. Les forêts de Senonches (4 300 ha) Dreux (3 300 ha), Châteauneuf (1 750 ha) et de Montécot (635 ha) abritent les massifs les plus importants. La vallée de l'Eure constitue également une trame verte et boisée qui contraste avec le plateau beauceron attenant.
L'Eure-et-Loir est limitrophe des départements de Loir-et-Cher et du Loiret, qui font également partie de la région Centre-Val de Loire. Il jouxte la région Île-de-France avec les départements de l'Essonne et des Yvelines, la région Normandie avec les départements de l'Eure et de l'Orne et enfin la région des Pays de la Loire avec le département de la Sarthe.

Paysages d'Eure-et-Loir
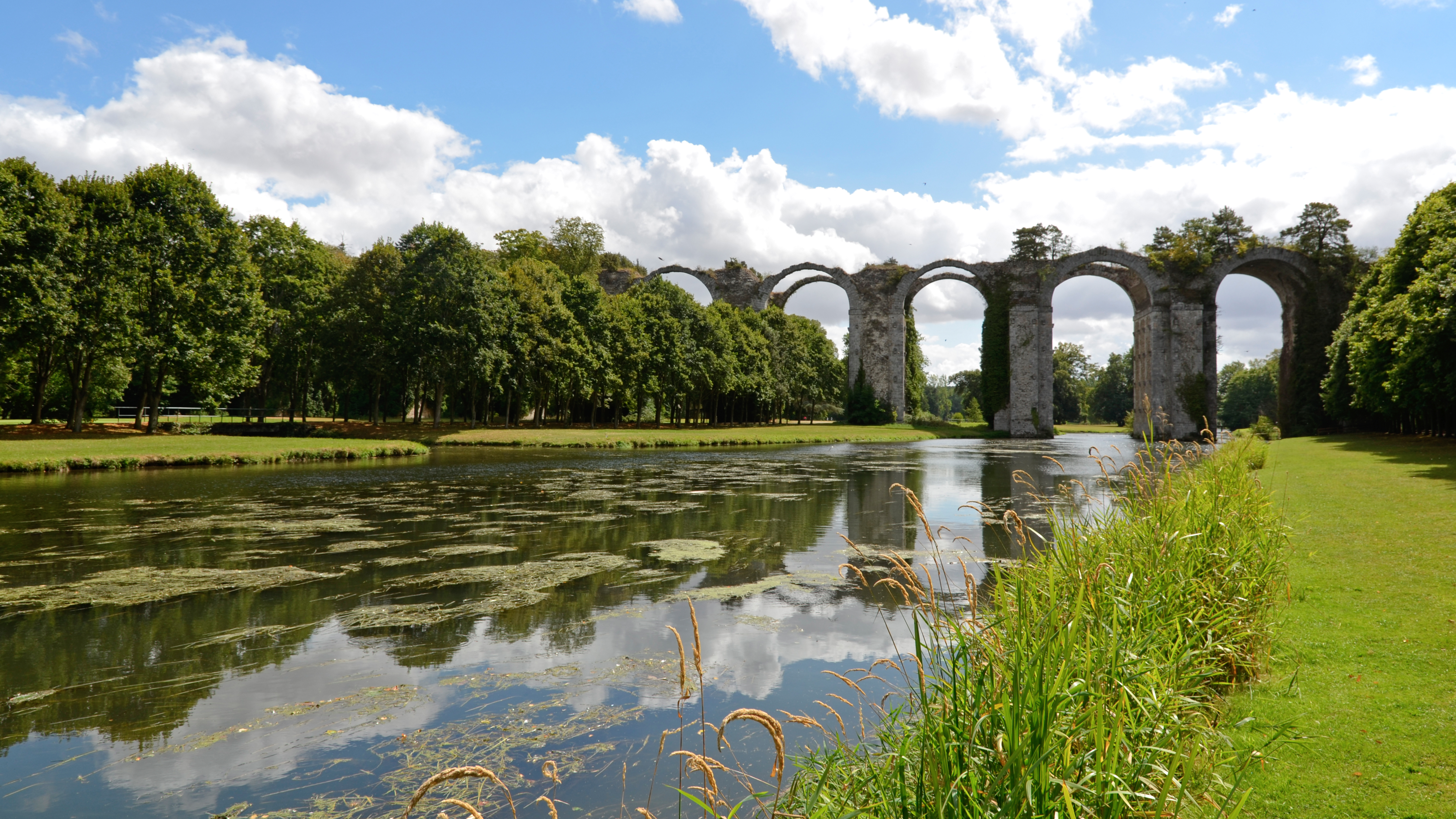
L'aqueduc de Maintenon, dans le Nord-Est.
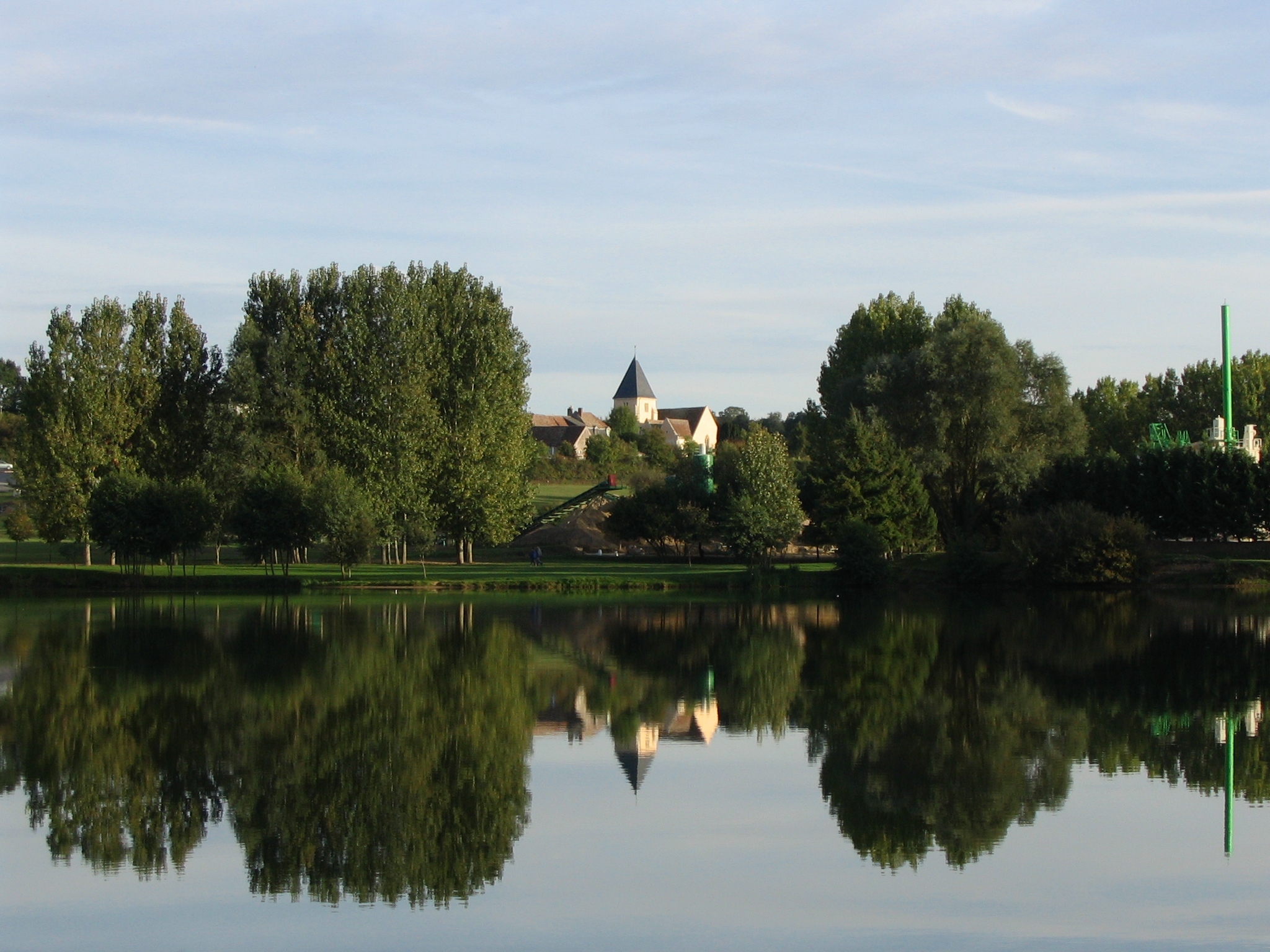
Margon, dans l'Ouest.
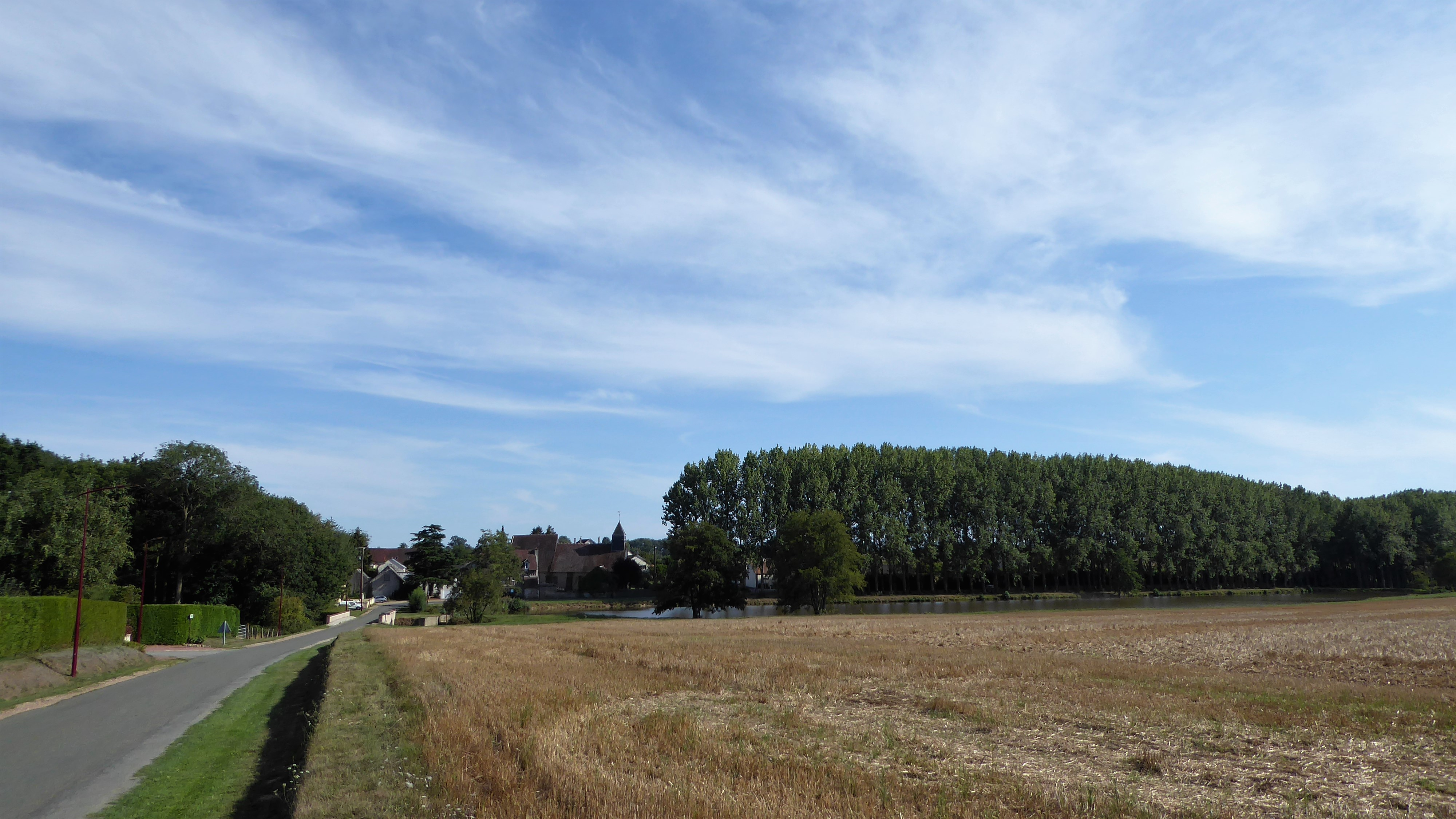
Lamblore, dans le Nord-Ouest.
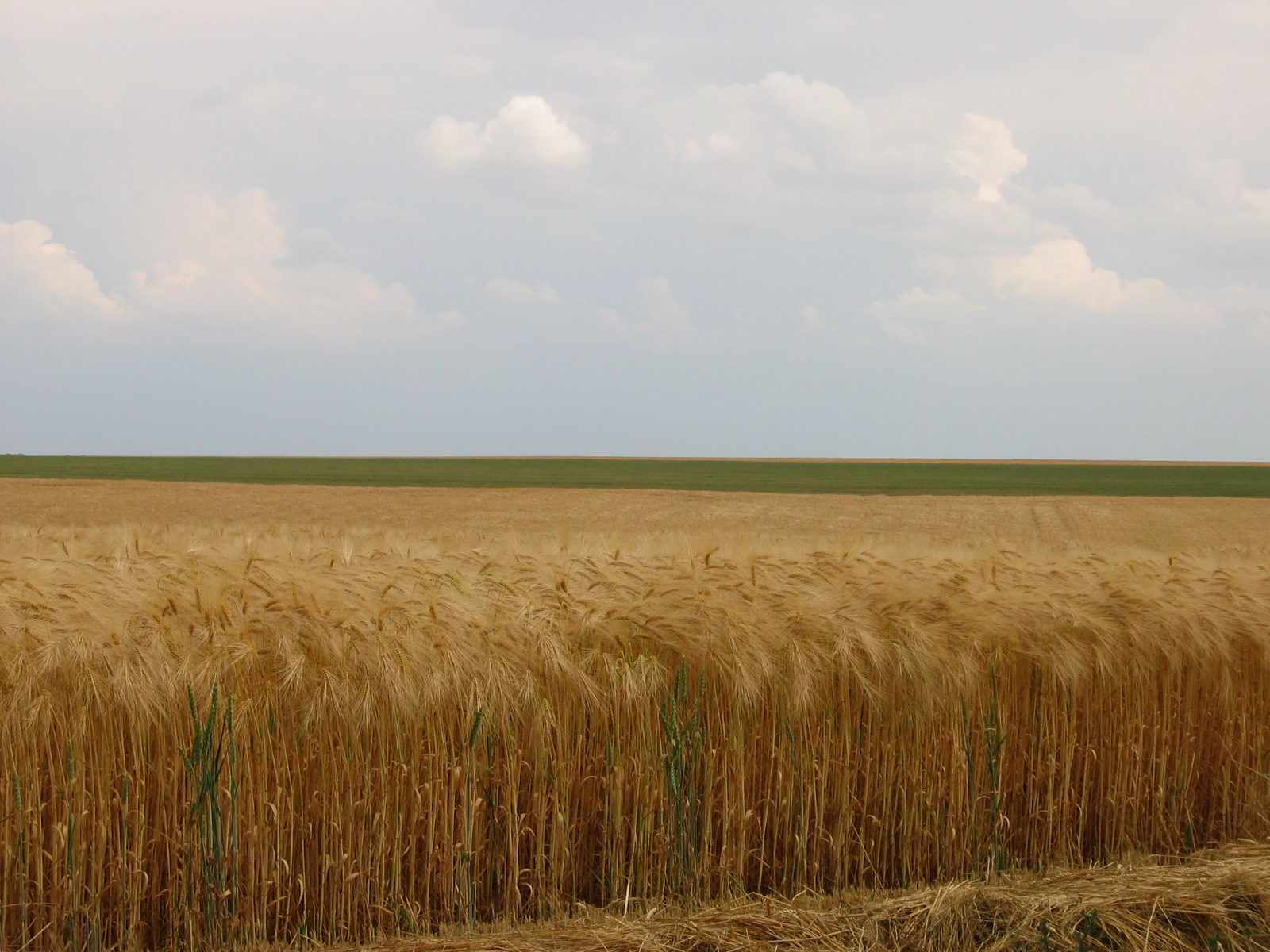
La Beauce entre Dreux et Chartres, dans le Nord-Est.

### Géologie et relief
Schématiquement, quatre « régions » partagent le département : le Perche, au sud-ouest ; le « Faux Perche », à sa marge ; à l'est et au sud, la Beauce, avec la « Beauce chartraine » autour de Chartres ; et au nord-ouest, on trouve le Drouais-Thymerais (autour de Dreux et de Châteauneuf-en-Thymerais). Le relief et la disposition des cours d'eau dans le Perche et en Beauce peuvent se déduire à partir d’une carte.

#### La répartition des cours d'eau
La répartition des cours d'eau est différente : il y en a plus au sud-ouest, dans le Perche, qu'en Beauce. S'il y a une petite différence de la pluviométrie, elle ne peut expliquer à elle seule cette disposition. Quoi qu'il en soit, on constate que dans le Perche l'eau ruisselle en surface, et qu'en Beauce ce n'est pas le cas. Elle s'infiltre : cela est dû à une différence géologique au niveau des roches du sous-sol. Le sous-sol du Perche est plutôt fait de sable et de grès, avec de l'argile à silex, et le sous-sol de Beauce est, lui, plutôt constitué de calcaire.

#### Le sous-sol du Perche
Concernant la géologie du Perche, la structure actuelle serait en lien avec la formation des Alpes. Lors de cet événement, les roches sédimentaires se sont plissées et cela a formé un bourrelet (anticlinal) dans la région du Perche. En effet, comme les roches du Massif armoricain sont « rigides » (il s'agit surtout de granite), elles se sont comportées comme un « mur » contre lequel se sont bloquées les roches sédimentaires du Bassin parisien, donc du Perche. Le Perche se retrouve donc plus haut que la Beauce. D’autre part, les anciennes failles hercyniennes (ici du Massif armoricain) ont rejoué et permis l’affaissement du sommet du bourrelet. Ainsi, actuellement, la zone centrale est de l’argile à silex, et autour on trouve du sable ou du grès. La présence d'argile, de grès ou de sable permet somme toute à l'eau de ruisseler et de se rassembler en cours d’eau. La pluviosité est relativement importante (700 mm).

#### Le sous-sol de la Beauce
Dans le calcaire de Beauce, on trouve des fossiles, notamment, des planorbes et des limnées (des espèces d’eau douce – qui existent toujours -) : il y avait donc un lac en Beauce, c’est lui qui a permis la formation de ce calcaire. On trouve aussi de l’argile à silex, par décalcification du calcaire (qui n’était donc pas pur). Le calcaire s’est dissous, l’argile et les morceaux de silex sont restés. Ainsi, en Beauce, le calcaire se dissout facilement et permet à l’eau de ruissellement de s’infiltrer et il n'y a pas (ou peu) de rivières. De plus, la pluviosité est relativement faible (500 mm).

#### Le relief
Le relief est différent au sud-ouest, et au nord et nord-est : vallonné dans le sud-ouest, relativement plat au nord et au nord-est. D'une part, l'érosion (l'eau) a creusé des vallées dans le Sud-Ouest, donc des reliefs. En plus de cela, le sud-ouest du département se situe dans le Perche qui est une transition entre massif armoricain et bassin parisien. Dans le Nord et le Nord-Est, l'eau a « ramolli » la roche et a donc permis que la surface soit plate : c'est du calcaire plus ou moins argileux (en fait, le calcaire est naturellement dissous par l'eau de ruissellement qui est enrichie par du dioxyde de carbone rejeté par les êtres vivants du sol, et à la fin, cela peut former des « trous » ou des « fissures », appelées diaclases). Ainsi, l'eau s'infiltre relativement rapidement en profondeur (sans vraiment ruisseler) pour rejoindre la nappe phréatique retenue par les couches plus profondes et imperméables .

#### L'habitat en lien avec la géologie
Les constructions anciennes montrent en général le contenu du sous-sol : en Beauce, les anciennes maisons sont en calcaire, dans le Perche, elles sont en torchis, en conglomérat appelé « grison » (morceaux de silex cimentés par du calcaire et de l'argile), en brique et en grès « roussard » (il est de couleur rousse, car assez riche en fer oxydé : la rouille).
Ces constructions sont aussi en lien avec l'activité agricole.
Dans le Perche, les fermes sont allongées (maison d’habitation que l’on agrandit avec le temps, lorsque les besoins s'en font sentir ou lorsqu'il y a suffisamment d'argent…) : on les appelle « longères » ; les champs sont délimités par des haies. Les animaux sont « parqués » par ces haies.
En Beauce, les cours des fermes sont fermées, mais les champs sont ouverts (openfield). Cela permet de maintenir les animaux d’élevage dans la cour.

#### L'évolution du paysage
Il y a eu une diminution du nombre de parcelles (donc une modification du paysage) en Beauce et dans le Perche à la suite du remembrement entre le XIXe siècle et 1980, pour accroître la surface et permettre l’utilisation du matériel agricole.

### Climat
Le département présente un contraste climatique entre sa partie ouest et sud-ouest, humide et bocagère (qui fait partie du Perche) et sa partie sud et est, beauceronne, qui fait partie des régions les moins arrosées de France, avec le Haut-Languedoc.
| Mois                              | jan. | fév. | mars | avril | mai  | juin | jui. | août | sep. | oct. | nov. | déc. | année |
| --------------------------------- | ---- | ---- | ---- | ----- | ---- | ---- | ---- | ---- | ---- | ---- | ---- | ---- | ----- |
| Température minimale moyenne (°C) | 1    | 1,1  | 3    | 4,4   | 8    | 10,8 | 12,8 | 12,7 | 10,2 | 7,2  | 3,9  | 2    | 6,4   |
| Température moyenne (°C)          | 3,6  | 4,3  | 7    | 9,1   | 13   | 15,9 | 18,4 | 18,5 | 15,4 | 11,3 | 6,9  | 4,5  | 10,6  |
| Température maximale moyenne (°C) | 6,1  | 7,4  | 11   | 13,8  | 17,9 | 20,9 | 24   | 24,3 | 20,5 | 15,4 | 9,8  | 6,9  | 14,8  |
| Ensoleillement (h)                | 65   | 81   | 130  | 156   | 206  | 205  | 222  | 234  | 166  | 113  | 71   | 47   | 1 696 |
| Précipitations (mm)               | 48   | 44   | 43   | 47    | 58   | 49   | 57   | 38   | 54   | 56   | 49   | 55   | 598   |

## Histoire

L'Eure-et-Loir et les provinces qui occupaient son territoire avant 1790 : l'Orléanais, le Perche et l'Île-de-France.

Carte de l'Eure-et-Loir (1790).

Le département est créé à la Révolution française, le 4 mars 1790 en application de la loi du 22 décembre 1789, à partir, principalement, de parties des anciennes provinces de l'Orléanais (Beauce) et du Perche (partie Est), mais aussi de l'Île-de-France (Drouais, Thymerais, Vallée de l'Avre, Hurepoix).
Au Moyen Âge, le territoire actuel du département est dominé par la ville de Chartres. La ville se développe grâce à la culture des riches terres de Beauce (marché au blé) et à sa vocation religieuse due notamment à la présence de la relique du Voile de la Vierge (don de Charles II le Chauve en 876). Sur l'impulsion de Fulbert de Chartres, elle sera le berceau d'une renaissance intellectuelle avec la fondation de l'École de Chartres. Au nord, Dreux, la vallée de l'Avre et le Thymerais, de même que le comté du Perche à l'ouest, constituent des postes avancés des rois de France face aux ducs de Normandie. Les terres d'Eure-et-Loir, par leur intérêt stratégique, sont donc très tôt ancrées dans la mouvance capétienne et progressivement rattachées aux anciennes provinces de l'Orléanais et de l'Île-de-France.
Durant la guerre de Cent Ans, le territoire du département est au centre de plusieurs conflits (dont la Journée des Harengs à Rouvray-Saint-Denis), en raison de sa proximité avec Paris et Orléans. Le traité de Brétigny, qui met fin provisoirement à la guerre, y sera signé près de Chartres.
À la Renaissance, l'Eure-et-Loir devient également une région prisée par les rois François Ier et Henri II avec la présence du château d'Anet, appartenant à une grande dame de la cour : Diane de Poitiers.
Le département est également marqué par la présence de Madame de Maintenon, Madame de Pompadour (Crécy-Couvé), Maximilien de Béthune, duc de Sully, décédé en son château de Villebon et inhumé à Nogent-le-Rotrou.

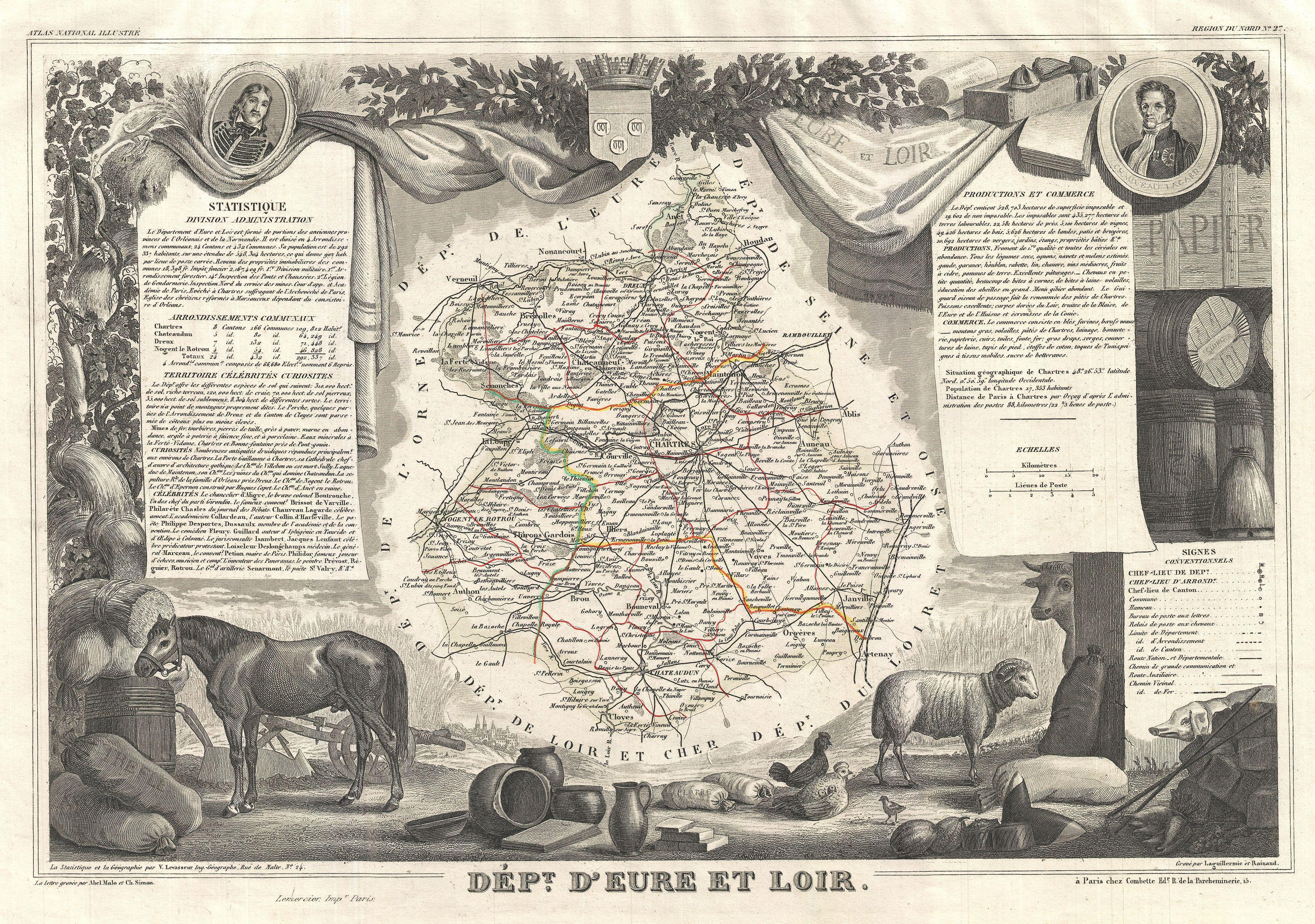
Carte du département d'Eure-et-Loir (1852).

À la Révolution, il est dans un premier temps envisagé de créer un département beauceron. La Beauce a en effet l'avantage de n'avoir jamais été une province sous l'Ancien Régime. Sa dimension essentiellement géographique et non politique s'inscrivait donc parfaitement dans l'idéologie révolutionnaire. Ce projet est mis en échec principalement par la volonté du roi de ne pas voir dispersées en un nombre trop important de départements ses possessions franciliennes. La création du département dans sa configuration actuelle tient également aux résistances des terres du Thimerais et du Drouais à se voir agrégées à celles de l'ancienne Normandie, et à l'impossibilité de conserver au Perche son unité, en partie pour des raisons politiques (ancien comté), et surtout à cause de l'absence d'une ville suffisamment importante pour se prévaloir du rang de chef-lieu de département. Chartres, avec entre autres le général Marceau, l'abbé Sieyès ou encore Brissot de Warville, chef de file des Girondins, donne plusieurs grands hommes à la Révolution.
Au XIXe siècle, le nord du département connaît une forte industrialisation, avec notamment l’imprimerie de Firmin Didot et les manufactures textiles des Waddington. Chartres conserve essentiellement sa vocation commerciale grâce à son important marché au blé et au commerce de la laine des nombreux élevages de moutons, dont la foire de Châteaudun est aussi un haut lieu. Le Perche qui s'est peu développé, et a connu une notable émigration vers le Québec les siècles précédents, devient une terre de nourrices réputées pour leurs qualités maternelles auprès des familles aisées de Paris. Dreux devient également une ville industrielle, en particulier après la crise du phylloxéra qui met définitivement à bas les vignes normandes. Après le coup d'État du 2 décembre 1851 de Napoléon III, l'Eure-et-Loir fait partie des départements placés en état de siège afin de parer à tout soulèvement massif. Moins d'une centaine d'opposants sont arrêtés. Le département est durement touché par la guerre de 1870, avec la bataille de Loigny et l'incendie de Châteaudun par l'armée prussienne.
Au XXe siècle, le département devient de plus en plus économiquement lié au développement de la région parisienne. Chartres et Dreux profitent pleinement de cette proximité avec l'implantation de plusieurs grandes entreprises (dont les futurs établissements Philips), pendant que la vallée de l'Eure qui les relie devient un lieu de villégiature avec la construction de nombreuses résidences secondaires. Des bases aériennes importantes s'installent à Chartres de 1909 à 1997 (base aérienne 122 Chartres-Champhol), ainsi qu'à Châteaudun de 1936 à 2014 (base aérienne 279 Châteaudun).
Durant la Seconde Guerre mondiale, le département est marqué par son préfet Jean Moulin qui y fait son premier acte de Résistance face à l'occupant. La ville de Chartres est partiellement détruite en 1944 par un bombardement qui incendie sa bibliothèque. La ville de La Loupe est quant à elle presque totalement sinistrée. Après-guerre, l'est du département intègre progressivement l'aire urbaine de Paris, les cantons d'Anet, de Maintenon et de Nogent-le-Roi, voire d'Auneau, qui sont dès lors intimement liés à ceux du département des Yvelines limitrophes.
En politique, le département est la terre d'élection et le berceau de plusieurs grandes figures des IIIe et IVe républiques : William Waddington (ministre de l’Instruction publique en 1873 et 1877), Maurice Viollette (ministre d'État sous le Front populaire), Paul Deschanel (président de la République en 1920), Maurice Bourgès-Maunoury (président du Conseil en 1957).
Au tournant des années 1980, Dreux devient une ville politiquement singulière en élisant comme maire en 1977, puis députée en 1981, Françoise Gaspard, l'une des premières femmes politiques ayant assumé publiquement son homosexualité. En 1983, Dreux est le théâtre d'une alliance entre la droite locale et le Front national mené par Jean-Pierre Stirbois, dont la veuve Marie-France Stirbois est élue députée en 1989.

## Politique et administration

### Histoire politique du département
Ce département fut dirigé entre 1907 et 1960 par le parti républicain, radical et radical socialiste (PRRRS), avec les présidences de Gustave Lhopiteau (1907-1920) et de Maurice Viollette (1920-1960) qui furent tous les deux ministres sous la IIIe République, le second le fut même sous le Front populaire. Le PRRRS, parti d'idéologie républicaine et laïque, se situait initialement à gauche de l'échiquier politique, mais glissa ensuite vers le centre lorsque se développa le socialisme.
D'ailleurs c'est le parti socialiste qui prendra les rênes du Conseil général d'Eure-et-Loir en 1960, avec la présidence d'Émile Vivier qui durera jusqu'en 1976. 1976 est l'année du retour des radicaux à la tête du Conseil général, cependant ils apparaissent sous une forme différente : le parti radical de gauche, parti issu de la scission du PRRRS en 1972. Edmond Desouches puis Robert Huwart, occuperont successivement la présidence du Conseil général sous cette étiquette, et ce jusqu'en 1985.
Les élections cantonales de 1985 sont marquées par le basculement à droite du Conseil général d'Eure-et-Loir, Martial Taugourdeau membre du RPR en devient le président, il occupera ce poste jusqu'à son décès en 2001. Après un cours intérim assuré par le sénateur, Gérard Cornu, Albéric de Montgolfier alors conseiller général du canton d'Orgères-en-Beauce et membre du RPR (qui deviendra en 2002 l'UMP, puis Les Républicains en 2015), devient président du Conseil général en 2001. Il sera continuellement réélu en 2004, 2008 et 2015. Au terme des élections départementales de 2015, il bénéficie d'une très large majorité comprenant 28 conseillers généraux sur 30, parmi lesquelles se trouvent 22 élus "Les Républicains", 3 élus UDI et 3 élus DVD.
Le département d'Eure-et-Loir fut également connu pour la forte implantation qu'eut le Front National à partir des années 1980. Lors d'une élection municipale partielle à Dreux en 1983, le RPR et l'UDF s'allient avec le Front National pour faire basculer la mairie qui était à gauche depuis les élections municipales de 1977. Cela amène à l'élection du RPR Jean Hieaux qui administrera la ville en compagnie du Front National. Le Front National poursuivra sa progression avec l'élection de Marie-France Stirbois au poste de députée de la deuxième circonscription d'Eure-et-Loir, à l'occasion d'une élection législative partielle en 1989. Enfin Marie-France Stirbois obtiendra un autre mandat en devenant conseillère générale du canton de Dreux-Ouest entre 1995 et 2001. Cette même année marque la fin de l'implantation du parti dans le département, lorsque Marie-France Stirbois quitte le département pour les Alpes-Maritimes.

### La situation actuelle

#### À droite
Trois des quatre principales villes du département sont dirigées par des maires de droite :
- Chartres : Jean-Pierre Gorges, maire (UMP, puis sans étiquette) ;
- Dreux : Pierre-Frédéric Billet, maire (LR) ;

D'autres villes de moindre importance sont dirigées par des maires de droite :
- Lèves : Rémi Martial, maire-conseiller départemental (LR) ;
- Anet : Aliette Le-Bihan, maire (LR) ;

Un député sur quatre, Olivier Marleix, est membre de LR.
Les trois sénateurs d'Eure-et-Loir, Albéric de Montgolfier, Chantal Deseyne et Daniel Guéret sont membres de Les Républicains.
Le Mouvement pour la France compte de son côté deux conseillers municipaux à Chartres et plusieurs élus dans des communes rurales.[réf. nécessaire]

#### Au centre
Les Centristes sont surtout présents dans le sud du département marqué par l'ancien président de la région Centre-Val de Loire et député, Maurice Dousset, dont l'un des héritiers est Philippe Vigier, député-maire de Cloyes-sur-le-Loir, conseiller régional et président du syndicat du Pays Dunois. Il compte également quatre conseillers généraux (Michel Boisard, Laurent Leclerc, Marc Guerrini et Dominique Leblond) et quatre présidents d'anciennes intercommunalités (communauté de communes de la Beauce de Janville, communauté de communes de la Beauce vovéenne, communauté de communes des Trois Rivières, communauté de communes de la Beauce alnéloise).
Le Parti radical, ancien parti dirigeant le département entre 1885 et 1979, compte encore plusieurs élus municipaux : Philippe Masson, maire de Brou, des conseillers municipaux à Châteaudun et un maire honoraire à Gasville-Oisème.
Le Mouvement démocrate compte un conseiller général, Jean-Pierre Gaboriau, également maire de Châteauneuf-en-Thymerais.
Deux députés sur quatre sont classés au centre Guillaume Kasbarian de La République en marche et Laure de La Raudière du parti Agir

#### À gauche
- Vernouillet : Damien STEPHO, maire ;
- Nogent-le-Rotrou : Harold Huwart, maire (PRG) ;
- Mainvilliers : Michèle Bonthoux, maire (PS) ;

Elle compte 2 conseillers départementaux sur 30 : Xavier Roux et Marie-Pierre Lemaître-Lezin, élus du canton de Lucé sous l'étiquette divers gauche.
La gauche a longtemps détenu (1978-2002) la première circonscription du département dont Georges Lemoine était le député. Ancien maire de Chartres et ministre socialiste, il est membre depuis 2008 du Parti ouvrier indépendant au nom duquel il s'est présenté à l'élection législative partielle de septembre 2008 (14,51 % des suffrages) et aux élections cantonales de 2011 sur le canton de Mainvilliers.
Depuis 2015, elle compte enfin 5 conseillers régionaux sur 12 dont Harold Huwart (PRG), vice-président, Estelle Cochard (EÉLV) et trois élus socialistes, Fabien Verdier, Michèle Bonthoux et Valentino Gambuto.

#### Extrême droite
Le Rassemblement national (RN) compte un conseiller régional (Philippe Loiseau), depuis les élections régionales de 2004. Le RN fait partie de l'opposition aux conseils municipaux de Dreux et Chartres.

#### Sans étiquette
Fabien Verdier, maire de Châteaudun est sans étiquette.[réf. nécessaire]

### Tendances politiques et résultats

#### Élections présidentielles, résultats des deuxièmes tours
- Élection présidentielle de 2022[6] : 53,29 % pour Emmanuel Macron (LaREM), 46,71 % pour Marine Le Pen (RN), 73,81 % de participation.
- Élection présidentielle de 2017[7] : 60,27 % pour Emmanuel Macron (LaREM), 39,73 % pour Marine Le Pen (FN), 76,38 % de participation.
- Élection présidentielle de 2012[8] : 53,47 % pour Nicolas Sarkozy (UMP), 46,53 % pour François Hollande (PS), 81,25 % de participation.
- Élection présidentielle de 2007[9] : 58,16 % pour Nicolas Sarkozy (UMP), 41,84 % pour Ségolène Royal (PS), 87,74 % de participation.
- Élection présidentielle de 2002[10] : 79,26 % pour Jacques Chirac (RPR), 20,74 % pour Jean-Marie Le Pen (FN), 80,68 % de participation

#### Élections législatives, résultats des deuxièmes tours
- Élections législatives de 2022 :
  - 1re circonscription
  - 2e circonscription
  - 3e circonscription
  - 4e circonscription
- Élections législatives de 2017 :
  - 1re circonscription[11] : 55,18 % pour Guillaume Kasbarian (LaREM), 44,82  % pour Franck Masselus (LR), 43,46 % de participation.
  - 2e circonscription[12]: 59,38 % pour Olivier Marleix (LR), 40,62 % pour Claire Tassadit Houd (LaREM), 40,06 % de participation.
  - 3e circonscription[13] : 56,10 % pour Laure de La Raudière (LR), 43,90 % pour François Huwart (PRG), 45,04 % de participation.
  - 4e circonscription[14] : 70,38 % pour Philippe Vigier (UDI), 29,62 % pour Clémence Rouvier (LaREM), 47,19 % de participation.
- Élections législatives de 2012 :
  - 1re circonscription[15]: 50,80 % pour Jean-Pierre Gorges (UMP), 49,20 % pour David Lebon (PS), 59,94 % de participation.
  - 2e circonscription[16] : 53,64 % pour Olivier Marleix (UMP), 46,36 % pour Gisèle BOULLAIS (PS), 54,46 % de participation.
  - 3e circonscription[17] : 52,58 % pour Laure de La Raudière (UMP), 47,42 % pour François Huwart (PRG), 59,21 % de participation.
  - 4e circonscription[18] : 50,72 % pour Philippe Vigier (NCE), 61,57 % de participation (élu au 1er tour).
- Élections législatives de 2007 :
  - 1re circonscription[19] : 50,06 % pour Jean-Pierre Gorges (UMP), 49,94 % pour Françoise Vallet (PS), 57,67 % de participation.
  - 2e circonscription[20] : 60,41 % pour Gérard Hamel (UMP), 39,59 % pour Birgitta Hessel (PS), 54,36 % de participation.
  - 3e circonscription[21] : 53,32 % pour Laure de La Raudière (UMP), 46,88 % pour François Huwart (PRG), 58,78 % de participation.
  - 4e circonscription[22] : 57,12 % pour Philippe Vigier (UMP), 22,61 % pour Serge Fauve (PS), 63,16 % de participation.
- Élections législatives de 2002 :
  - 1re circonscription[23] : 54,31 % pour Jean-Pierre Gorges (UMP), 45,69 % pour Georges Lemoine (PS), 61,26 % de participation.
  - 2e circonscription[24] : 62,56 % pour Gérard Hamel (UMP), 37,44 % pour Birgitta Hessel (PS), 55,49 % de participation.
  - 3e circonscription circonscription[25] : 53,08 % pour Patrick Hoguet (UMP), 46,92 % pour François Huwart (PRG), 59,98 % de participation.
  - 4e circonscription circonscription[26] : 58,49 % pour Alain Venot (UMP), 41,51 % pour Marie-Hélène Aubert (Les Verts), 52,76 % de participation.
- Élections référendaires :
  - Référendum de 2005 relatif au traité établissant une Constitution pour l’Europe[27] 57,43 % pour le Non, 42,57 % pour le Oui, 71,04 % de participation.
  - Référendum de 1992 relatif à la ratification du traité sur l'Union Européenne[28] 54,35 % pour le Non, 45,65 % pour le Oui, 73,89 % de participation.

#### Élections régionales, résultats des deux meilleurs scores
- Élections régionales de 2021 : à compléter.
- Élections régionales de 2015[29] : 39,72 % pour Philippe Vigier (Union de la Droite), 31,35 % pour Philippe Loiseau (Front National, 57,70 % de participation.
- Élections régionales de 2010[30] : 45,38 % pour François Bonneau (PS), 39,20 % pour Hervé Novelli (UMP), 49,87 % de participation.
- Élections régionales de 2004[31] : 46,12 % pour Michel Sapin (PS), 34,91 % pour Serge Vinçon (UMP), 63,21 % de participation

#### Élections européennes, résultats des deux meilleurs scores
- Élections européennes de 2019[32] : à compléter.
- Élections européennes de 2014[33] : à compléter.
- Élections européennes de 2009[34] : 30,58 % pour Jean-Pierre Audy (UMP), 14,99 % pour Henri Weber (PS), 39,07 % de participation.
- Élections européennes de 2004[35] : 27,40 % pour Catherine Guy-Quint (PS), 18,21 % pour Brice Hortefeux (UMP), 42,49 % de participation.

## Population et société

### Démographie
Les habitants d'Eure-et-Loir sont les Eurélien(ne)s.
Au niveau national le département occupe le 56e rang.
L'évolution démographique du département, bien que positive, cache des contrastes importants selon les secteurs
L'est du département, dans la zone d'influence directe de Paris, bénéficie depuis quelques années, de l'arrivée importante d'une nouvelle population poussée hors de l'Île-de-France par la pression immobilière et à la recherche d'une meilleure qualité de vie. Les agglomérations de Chartres et de Dreux, bien desservies en transports et en infrastructures, sont au cœur des bassins de vie les mieux pourvus.
À l'ouest : le Perche et son cadre bucolique s'est revitalisé depuis la création du parc naturel régional en 1998 grâce à une population plus touristique et aisée, en quête d'une résidence secondaire
Le centre et le sud du département connaissent une évolution moins favorable. Si la région de Courville-sur-Eure, reliée à Paris et Chartres par le rail et proche de l'autoroute A11 se maintient bien, les secteurs de Châteaudun et d'Illiers-Combray, mal desservis, subissent un solde démographique nul, voire négatif.

#### Évolution démographique
En 2022, le département comptait 432 950 habitants, en évolution de −0,23 % par rapport à 2016 (France hors Mayotte : +2,11 %).
| 1791    | 1801    | 1806    | 1821    | 1826    | 1831    | 1836    | 1841    | 1846    |
| ------- | ------- | ------- | ------- | ------- | ------- | ------- | ------- | ------- |
| 256 636 | 257 793 | 266 008 | 264 448 | 277 782 | 278 820 | 285 058 | 286 368 | 292 337 |

| 1851    | 1856    | 1861    | 1866    | 1872    | 1876    | 1881    | 1886    | 1891    |
| ------- | ------- | ------- | ------- | ------- | ------- | ------- | ------- | ------- |
| 294 892 | 291 074 | 290 455 | 290 753 | 282 622 | 283 075 | 280 097 | 283 719 | 284 683 |

| 1896    | 1901    | 1906    | 1911    | 1921    | 1926    | 1931    | 1936    | 1946    |
| ------- | ------- | ------- | ------- | ------- | ------- | ------- | ------- | ------- |
| 280 469 | 275 433 | 273 823 | 272 255 | 251 255 | 255 213 | 254 790 | 252 690 | 258 110 |

| 1954    | 1962    | 1968    | 1975    | 1982    | 1990    | 1999    | 2006    | 2011    |
| ------- | ------- | ------- | ------- | ------- | ------- | ------- | ------- | ------- |
| 261 035 | 277 546 | 302 251 | 335 151 | 362 813 | 396 073 | 407 665 | 421 114 | 430 416 |

| 2016    | 2021    | 2022    | - | - | - | - | - | - |
| ------- | ------- | ------- | - | - | - | - | - | - |
| 433 929 | 431 277 | 432 950 | - | - | - | - | - | - |

#### Communes les plus peuplées
| Nom                            | Code Insee | Intercommunalité                          | Superficie (km2) | Population (dernière pop. légale) | Densité (hab./km2) | Modifier                                    |
| ------------------------------ | ---------- | ----------------------------------------- | ---------------- | --------------------------------- | ------------------ | ------------------------------------------- |
| Chartres                       | 28085      | CA Chartres Métropole                     | 16,85            | 37 990 (2022)                     | 2 255              | modifier les données · modifier les données |
| Dreux                          | 28134      | CA du Pays de Dreux                       | 24,27            | 31 205 (2022)                     | 1 286              | modifier les données · modifier les données |
| Lucé                           | 28218      | CA Chartres Métropole                     | 6,06             | 15 658 (2022)                     | 2 584              | modifier les données · modifier les données |
| Châteaudun                     | 28088      | CC du Grand Châteaudun                    | 28,48            | 12 898 (2022)                     | 453                | modifier les données · modifier les données |
| Vernouillet                    | 28404      | CA du Pays de Dreux                       | 12,11            | 12 491 (2022)                     | 1 031              | modifier les données · modifier les données |
| Mainvilliers                   | 28229      | CA Chartres Métropole                     | 11,92            | 10 950 (2022)                     | 919                | modifier les données · modifier les données |
| Nogent-le-Rotrou               | 28280      | CC du Perche                              | 23,49            | 9 305 (2022)                      | 396                | modifier les données · modifier les données |
| Luisant                        | 28220      | CA Chartres Métropole                     | 4,43             | 6 818 (2022)                      | 1 539              | modifier les données · modifier les données |
| Auneau-Bleury-Saint-Symphorien | 28015      | CC des Portes Euréliennes d'Île-de-France | 34,29            | 6 354 (2022)                      | 185                | modifier les données · modifier les données |
| Lèves                          | 28209      | CA Chartres Métropole                     | 7,51             | 5 701 (2022)                      | 759                | modifier les données · modifier les données |
| Cloyes-les-Trois-Rivières      | 28103      | CC du Grand Châteaudun                    | 119,19           | 5 601 (2022)                      | 47                 | modifier les données · modifier les données |
| Épernon                        | 28140      | CC des Portes Euréliennes d'Île-de-France | 6,45             | 5 509 (2022)                      | 854                | modifier les données · modifier les données |
| Bonneval                       | 28051      | CC du Bonnevalais                         | 28,78            | 4 890 (2022)                      | 170                | modifier les données · modifier les données |
| Maintenon                      | 28227      | CA Chartres Métropole                     | 11,44            | 4 532 (2022)                      | 396                | modifier les données · modifier les données |
| Saint-Lubin-des-Joncherets     | 28348      | CA du Pays de Dreux                       | 14,46            | 4 129 (2022)                      | 286                | modifier les données · modifier les données |

#### Résidences secondaires
Selon le recensement général de la population du 1er janvier 2008, 6,9 % des logements disponibles dans le département étaient des résidences secondaires.
Ce tableau indique les principales communes d'Eure-et-Loir dont les résidences secondaires et occasionnelles dépassent 10 % des logements totaux en 2008 :
| Ville               | Population municipale | Nombre de logements | Résidences secondaires | % Rés. secondaires |
| ------------------- | --------------------- | ------------------- | ---------------------- | ------------------ |
| Frétigny            | 480                   | 332                 | 99                     | 29,77 %            |
| Frazé               | 519                   | 341                 | 100                    | 29,22 %            |
| Dampierre-sur-Avre  | 689                   | 368                 | 98                     | 26,57 %            |
| Unverre             | 1 172                 | 722                 | 177                    | 24,48 %            |
| Maillebois          | 990                   | 539                 | 114                    | 21,10 %            |
| Arrou               | 1 683                 | 1 106               | 186                    | 16,80 %            |
| Sorel-Moussel       | 1 802                 | 906                 | 149                    | 16,47 %            |
| La Bazoche-Gouet    | 1 310                 | 801                 | 127                    | 15,86 %            |
| Villiers-le-Morhier | 1 347                 | 624                 | 93                     | 14,96 %            |
| Abondant            | 2 042                 | 847                 | 106                    | 12,52 %            |
| Cloyes-sur-le-Loir  | 2 676                 | 1 587               | 179                    | 11,28 %            |

- Source Insee,chiffres au 1er janvier 2008[40].

### Manifestations culturelles et festivités
Parmi les festivals et événements culturels, peuvent être citées : Journées lyriques de Chartres et d'Eure-et-Loir, Rencontres Musiques électroacoustiques, Jazz de Mars, Festival du légendaire, Caravane des poètes, Festival Top In Humour et Festival de musiques actuelles L'Paille à Sons (Chartres), Festival du Thé Vert et Festival Percheval (Nogent-le-Rotrou), Hurluperku (Châteauneuf-en-Thymerais), Fête des livres de La Ferté-Vidame, Fête des Flambarts de Dreux, Foire aux laines de Châteaudun.

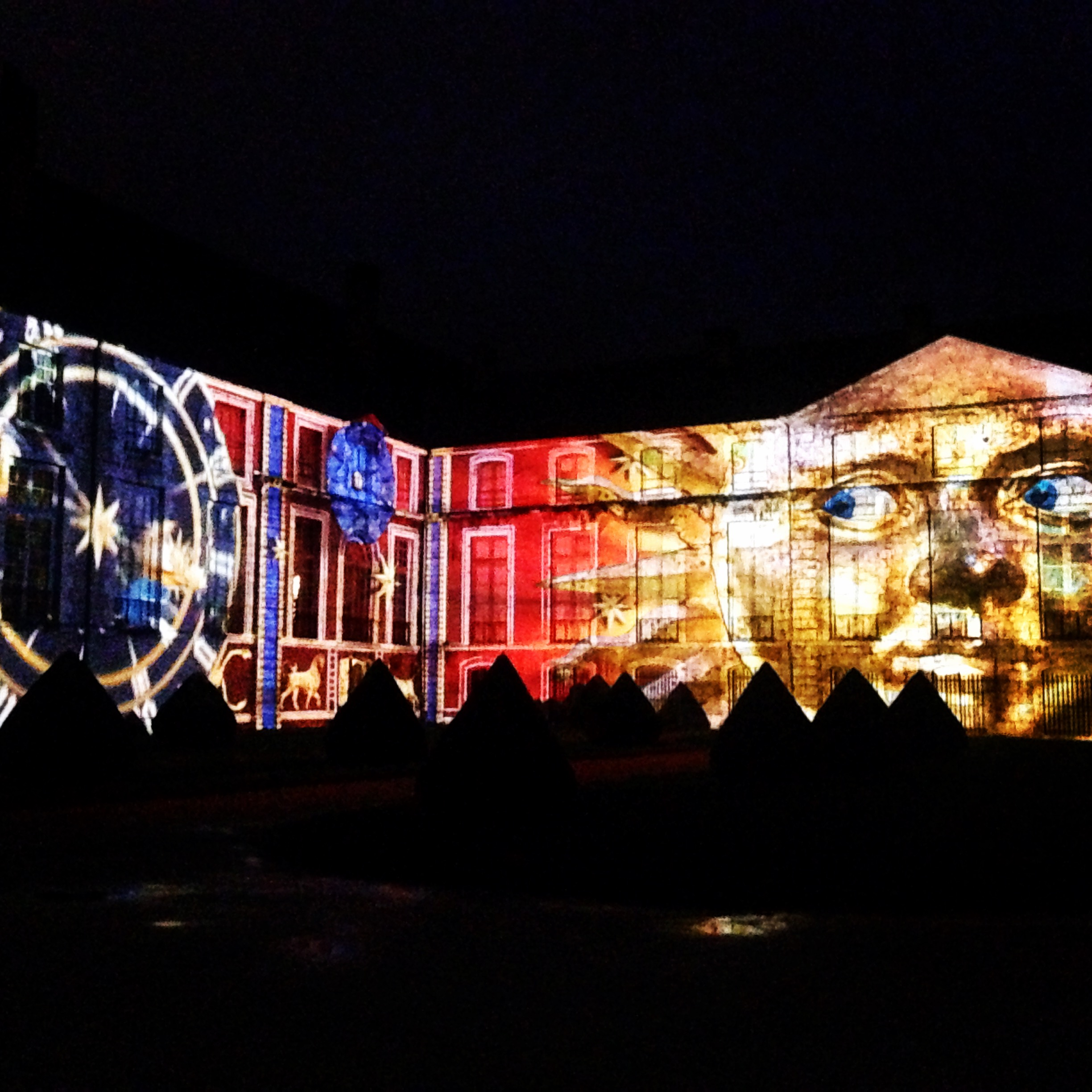
Musée des beaux-arts, côté jardin de l’Évêché, Chartres en lumières 2016.

Chartres en lumières est une manifestation artistique et culturelle initiée par la ville de Chartres en 2003. Chaque année, durant cet événement qui se déroule d’avril à octobre, les principaux monuments de la ville sont mis en lumière et en musique. L'élément principal de Chartres en lumières est la Fête de la lumière, qui a lieu habituellement mi-septembre.

### Sports
Principaux clubs euréliens :
- Football
  - masculin
    - C'Chartres Football évoluant pour la saison 18/19 en National 2 groupe C
    - FC Drouais évoluant pour la saison 18/19 en Régional 1
    - Olympic Club Châteaudun évoluant pour la saison 18/19 en Régional 1
- Rugby
  - masculin
    - C'Chartres Rugby évoluant pour la saison 22/23 en Fédérale 1 poule 1
    - RCP (Rugby Club Percheron) Nogent-le-Rotrou évoluant pour la saison 18/19 en Honneur
    - RC (Rugby Club) drouais évoluant pour la saison 18/19 en Honneur
- Basket-ball
  - féminin
    - C'Chartres Basket Féminin (ex-AB Chartres) évoluant pour la saison 18/19 en Ligue Féminine 2

  - masculin
    - C'Chartres Basket Masculin évoluant pour la saison 18/19 en PRO B
- Handball
  - féminin
    - Dreux AC évoluant pour la saison 18/19 en Nationale 2

  - masculin
    - C'Chartres Métropole Handball évoluant pour la saison 18/19 en Proligue[41]
    - CO (Club Omnisport) Vernouillet évoluant pour la saison 18/19 en Nationale 1 poule 2
    - Dreux AC évoluant pour la saison 18/19 en Nationale 2 poule 2
- Volley-ball
  - féminin
    - Châteaudun VB évoluant pour la saison 18/19 en Nationale 3 poule E

  - masculin
    - Châteaudun VB évoluant pour la saison 18/19 en Nationale 3 poule E
    - C'Chartres Volley évoluant pour la saison 18/19 en Nationale 3 poule E
- Tennis de table
  - féminin
    - Entente Pays Courvillois / Yèvres évoluant pour la saison 18/19 en Nationale 3 poule A

  - masculin
    - C'Chartres TT évoluant pour la saison 18/19 en Pro A
    - Pays Courvillois Tennis de Table évoluant pour la saison 18/19 en Pré-Nationale poule B
- Tennis
  - féminin
    - C'Chartres Tennis évoluant pour l'année 2018 en Pré-National

  - masculin
    - C'Chartres Tennis évoluant pour l'année 2018 en Nationale 3
    - AC Dreux évoluant pour l'année 2018 en Nationale 4
- Baseball
  - masculin
    - French Cubs de Chartres évoluant pour l'année 2019 en Division 2

### Médias
- Quotidiens :
  - L'Écho républicain (seul quotidien à diffusion départementale, groupe Centre-France).
  - La République du Centre (groupe Centre-France, l'édition Orléans-Beauce ne couvre que les cantons d'Orgères-en-Beauce et Janville après la cessation de parution des éditions de Chartres, Dreux, Châteaudun et Nogent-le-Rotrou en mars 2011).
  - Paris-Normandie (groupe Hersant Média, couvre partiellement les cantons Anet et de Brezolles).
- Hebdomadaires :
  - L'Action républicaine (siège à Nogent-le-Rotrou, groupe Publihebdos).
  - Le Perche (groupe Publihebdos).
  - L'Écho de Brou.
  - Horizon (journal agricole).
  - Le Réveil normand (couvre les cantons de La Ferté-Vidame et Brezolles - groupe Publihebdos).
  - Courrier du Loiret (couvre les cantons de Janville et Orgères-en-Beauce - groupe Centre-France).
- Mensuels :
  - Le Mag' Dunois et Perche (magazine d'informations générales de l'arrondissement de Châteaudun).
- Radios locales :
  - Intensité (Chartres[42] et Châteaudun).
  - Radio Trois Vallées (RTV) (Dreux).
  - Radio Grand Ciel (membre de la FFRC).
  - Sweet FM (émetteur à Nogent-le-Rotrou, siège à La Ferté-Bernard (72)).
  - Evasion (Dreux).

## Économie
L'Eure-et-Loir est un département de tradition agricole (Beauce) mais aussi en pointe dans trois filières économiques :

### Agriculture
Le département est un acteur économique majeur dans la production de céréales et d'oléo-protéagineux en France. Son économie agricole est néanmoins très fortement dépendante de la conjoncture et de l'environnement réglementaire des marchés des grandes cultures. L'Eure-et-Loir est le premier céréalier français. Il occupe également le premier rang national pour la production de colza et de pois protéagineux. Le blé tendre est de loin la production emblématique du département. Ainsi, près de 40 % des surfaces agricoles du département sont consacrées à la culture du blé tendre, qui a généré en moyenne 29 % de la production agricole marchande du département au cours des cinq dernières années.
L'agriculture du département est également promue par le Pôle AgroDynamic, une filière de valorisation des ressources agricoles du département mis en place dans différents secteurs : agroénergie, agroalimentaire, agromatériaux, agrosanté.

### Industries
- La Cosmetic Valley (pôle de compétitivité), qui constitue le premier pôle français de l'industrie de la beauté et du bien-être (parfums/cosmétique), avec de grands noms comme Guerlain, Paco Rabanne, Lolita Lempicka, JC Castelbajac, Jean-Paul Gaultier… La Cosmetic Valley représente 2,5 milliards d'euros de chiffres d'affaires, regroupe 200 entreprises, travaille en collaboration avec les universités de Tours, d'Orléans et de Paris et emploie plus de 30 000 employés. Un projet de petit aéroport sur l'ex-base aérienne 279 Châteaudun porté par l'élu local Fabien Verdier est à l'étude, qui aurait pour vocation de profiter aux entreprises du pôle[44].
- L'industrie pharmaceutique, autour de Dreux et Polepharma. Créé en 2002 sous l'impulsion du CODEL, PolePharma est un pôle de compétitivité français de production pharmaceutique qui regroupe les entreprises du secteur comme Ipsen, Novo Nordisk, Laboratoires Expanscience, Leo Pharma, Ethypharm, Famar, Norgine, Nypro, Synerlab/Sophartex, Seratec... Le pôle représente 50 % de la production de médicament en France et 30 000 emplois. Le Pôle Pharma est par ailleurs l'un des créateurs de l'alliance inter régionale Pharma Valley qui regroupe en son sein trois réseaux partenaires : PolePharma, Technopole CBS et le Grepic. À elle seule, l'alliance regroupe 50 % de la production de médicament en France, 60 % des effectifs des sites de production implantés en France et 2,5 milliards d'euros de chiffre d'affaires.
- L'industrie agro-alimentaire, promue par Agrodynamic (pôle d'excellence rurale), avec deux entreprises importantes du secteur : Ebly à Châteaudun et une filiale Andros à Auneau.
- L'industrie et l'artisanat du bois et de l'ameublement autour de l'association Perchebois.
- L'industrie du caoutchouc et des matières plastiques, à travers le pôle de compétitivité Elastopole.
- L'industrie mécanique, avec l'équipementier ascenseur Octé à Châteauneuf-en-Thymerais.
- Le groupe allemand, Vorwerk, après Cloyes-sur-le-Loir, a choisi de localiser son second site de production dans la communauté de communes du Grand Châteaudun à Donnemain-Saint-Mamès, renforçant ainsi un engagement sur le territoire dont se félicitent les différents acteurs locaux qui ont soutenu le projet[45].
- Depuis le 1er octobre 2022, le Grand Châteaudun devient officiellement propriétaire et gestionnaire de la plate-forme aéronautique qui a abrité durant des décennies la Base aérienne 279 – Lieutenant Marcel-Beau pour engager un projet ambitieux qui sera de transformer l'ancienne base en petit aéroport. Ce projet engagé par Fabien Verdier, maire de Châteaudun, est un projet structurant pour la région[46].

### Énergies
Le département est également en pointe en matière d'énergies renouvelables. Déjà classé au deuxième rang national en termes de production électrique grâce à ses parcs éoliens notamment situés dans la Beauce, l'Eure-et-Loir aurait été, dès 2012, le premier producteur d'électricité français d'origine photovoltaïque avec la création sur la base aérienne de l'OTAN désaffectée de Crucey-Villages, près de Brezolles dans la région naturelle du Thymerais, du plus grand parc photovoltaïque de France. Confié en février 2011 par le conseil général à l'opérateur EDF énergies nouvelles, le parc couvre 245 des 500 ha de l'ancienne base militaire et a une puissance nominale de 60 MWc (équivalent à la consommation électrique de 28 000 habitants ou la production de 15 éoliennes). Le nombre de panneaux installés est de 741 150.

### Tourisme

Quelques monuments remarquables d'Eure-et-Loir...
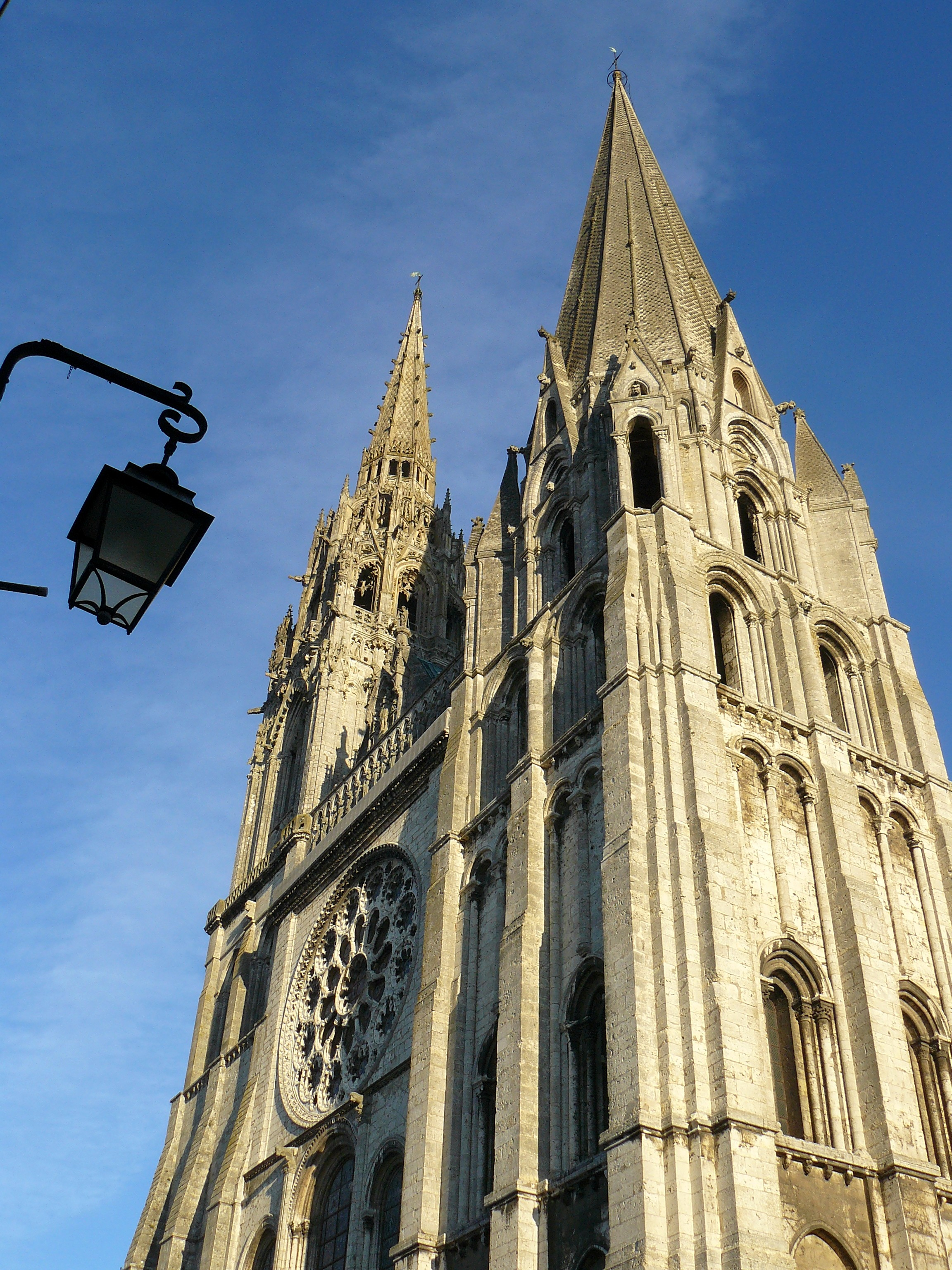
Cathédrale de Chartres.
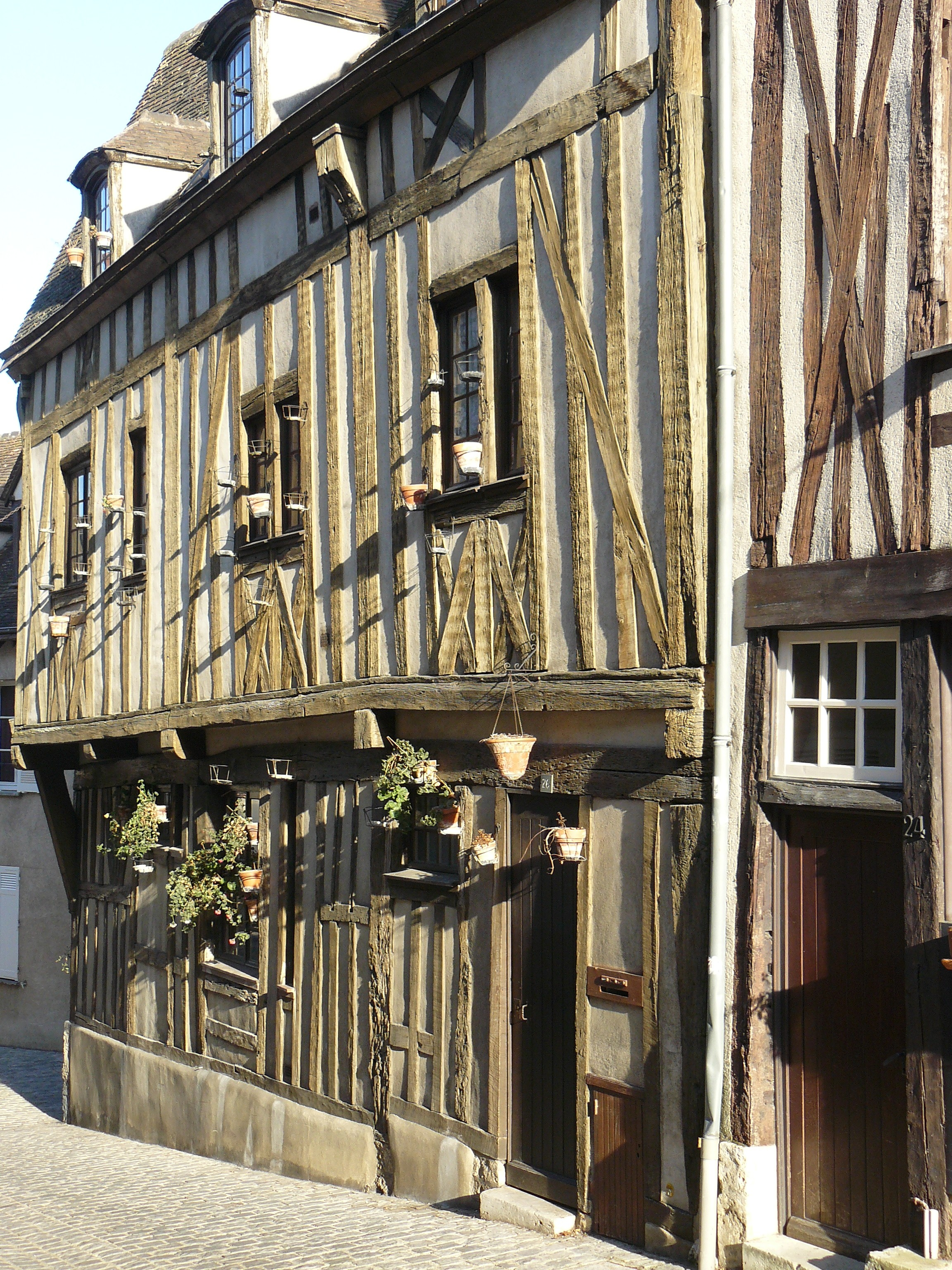
Maison de Chartres.
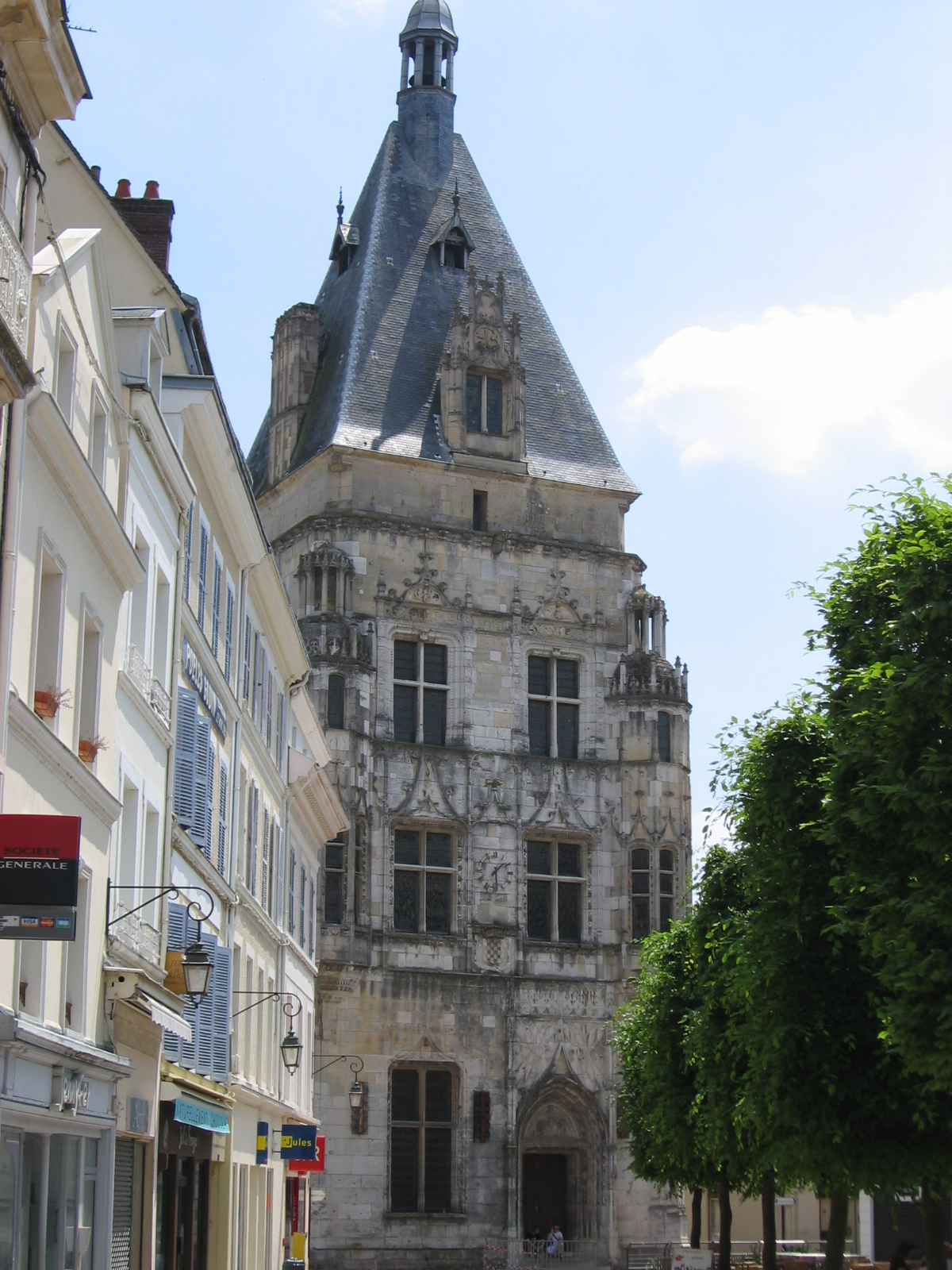
Beffroi de Dreux.
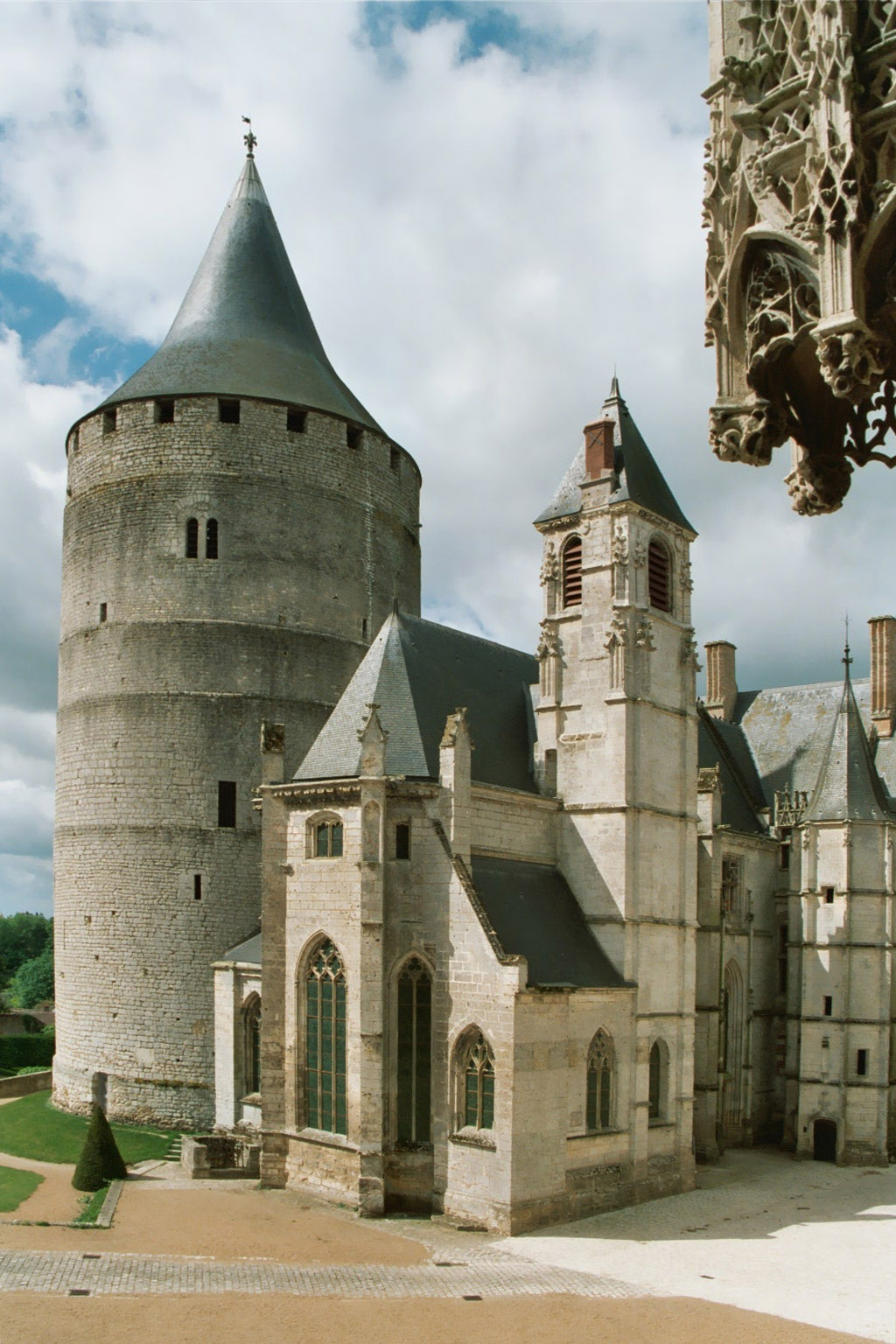
Château de Châteaudun.
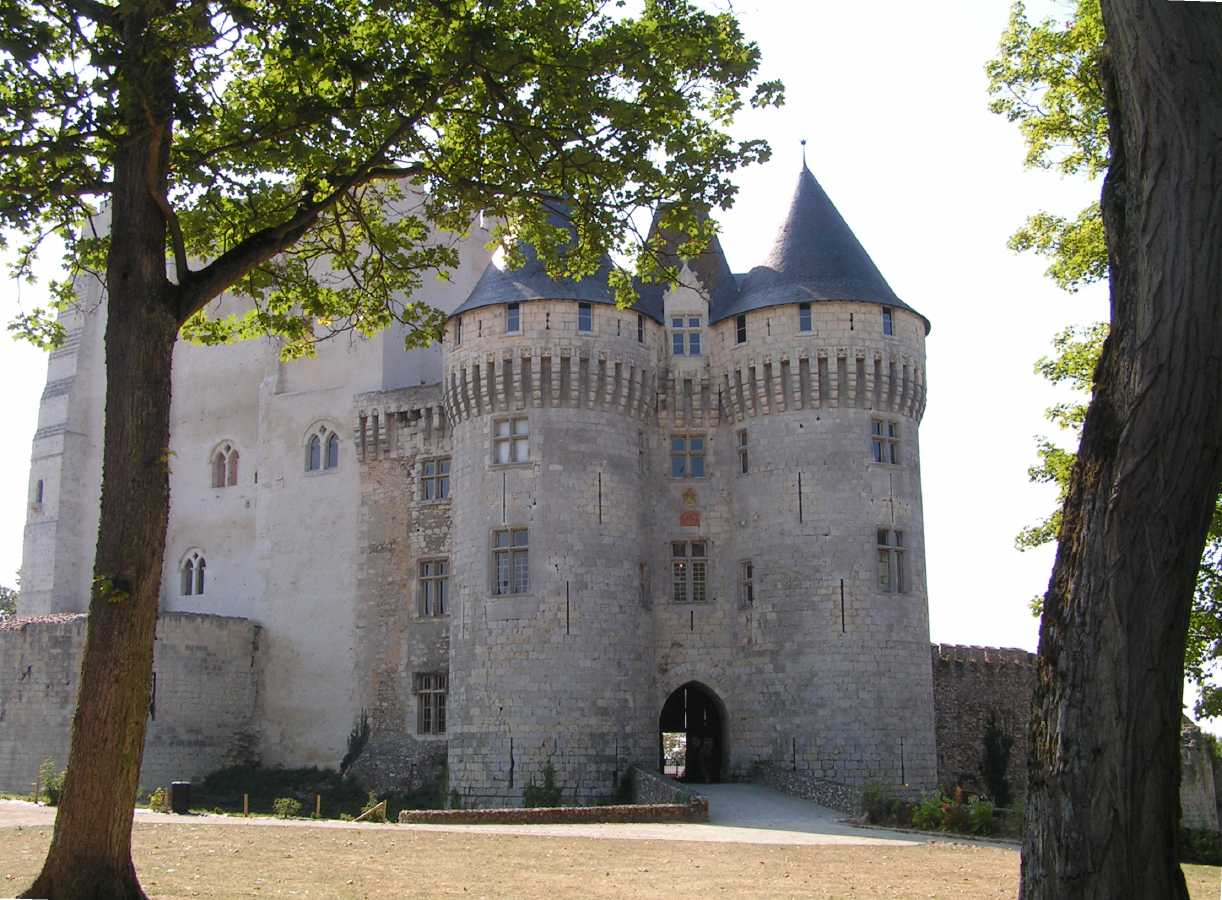
Château Saint-Jean à Nogent-le-Rotrou.
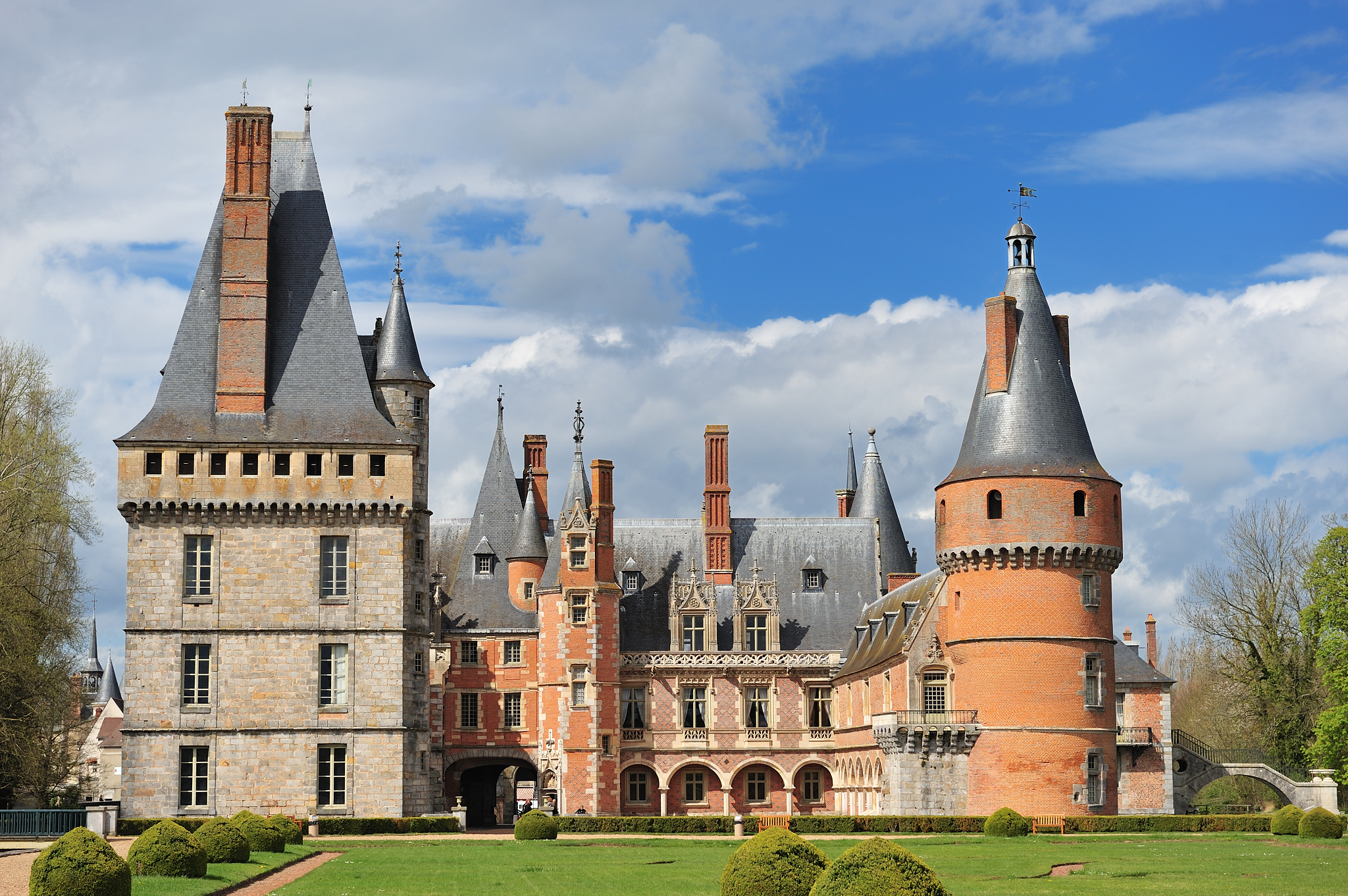
Château de Maintenon.

## Culture locale et patrimoine

### Lieux et monuments
- Théâtres : Chartres (Théâtre de Chartres - scène conventionnée, Théâtre du Seuil, Théâtre de Poche, Théâtre du Portail-Sud), Dreux, Châteaudun, Nogent-le-Rotrou.
- Salles de spectacles et de concert : Théâtre de Chartres, Vernouillet (Atelier à spectacles), Lucé (Centre culturel Edmond Desouches), Lèves (Espace Soutine), Épernon (Les Prairiales), Chartres (Salle Ravenne), Châteaudun (Espace Malraux), Nogent-le-Rotrou, Luisant (Salle André Malraux), Anet (Dianetum).
- Musées : Chartres (Musée des Beaux-Arts, Centre international du vitrail, Maison Picassiette), Mainvilliers (Le Compa), Châteaudun (Musée des Beaux-Arts et d'histoire naturelle), Dreux (Musée d'Art et d'Histoire), Épernon (Conservatoire des meules et pavés), Illiers-Combray (Musée Marcel Proust), Nogent-le-Rotrou (Musée du château Saint-Jean), Loigny-la-Bataille (Musée de la Guerre de 1870), Charpont (Petit musée de peinture), Unverre (musée-école), Pont-sous-Gallardon (Musée ateliers des pionniers et Vélorails Du Pays Chartrain).
- Écomusées, maisons thématiques : Maison de la Beauce à Orgères-en-Beauce, Écomusée des vignerons et des artisans drouais, Écomusée de la vallée de l'Aigre à La Ferté-Villeneuil.
- Cinémas : Chartres, Dreux, Châteaudun, Nogent-le-Rotrou, Senonches, Anet.
- Art contemporain : Ateliers Gabriel Loire (Lèves), Arts itinérance (expositions en plusieurs lieux du département), l'ARTsenal (Dreux).
- Monuments historiques : église Saint-Pierre et cathédrale de Chartres (patrimoine mondial - UNESCO), château d'Anet, château de Châteaudun, château de Maintenon, château de Baronville, château d'Esclimont, château de La Ferté-Vidame, château Saint-Jean de Nogent-le-Rotrou, maison Picassiette à Chartres, église Saint-Pierre et chapelle royale de Dreux, abbaye de la Sainte-Trinité de Thiron-Gardais, château de Villebon, tombeau du duc de Sully à Nogent-le-Rotrou, aqueduc du canal de l'Eure, château de Crécy-Couvé, abbaye Saint-Florentin de Bonneval, château de Frazé, Forges de Dampierre-sur-Blévy, église de Meslay-le-Grenet (fresques), beffroi de Dreux, celliers du Pressoirs d'Épernon, Pavillon de chasse d'Abondant, Château de Montigny-le-Gannelon, Chapelle Notre-Dame d'Yron à Cloyes-sur-le-Loir (fresques), château de Montigny-sur-Avre, maison de Tante Léonie à Illiers-Combray, chapelle de Reveillon à La Ferté-Vidame (peintures), château des Vaux à Saint-Maurice-Saint-Germain et Pontgouin, château de Villeprévost à Tillay-le-Péneux, abbaye du Bois de Nottonville, moulins à vent de Beauce, château de Moléans, château de Courtalain, château du Bois-Ruffin[48] à Arrou, château de Bouthonvilliers à Dangeau.

## Personnalités reliées à l'Eure-et-Loir

### Antiquité
- Tasgetios, prince des Carnutes de 57 à 54 av. J.-C.
- Cotuatos et Conconnetodumnos, instigateurs et meneurs de l'insurrection des Carnutes contre les Romains en 53 av. J.-C.
- Gutuater, druide carnute, désigné comme le responsable de l'insurrection de 52 av. J.-C. et exécuté par Jules César

### Moyen Âge
- Hasting, chef viking qui fut comte de Chartres (882-892)
- Hugues Capet (mort en Eure-et-Loir près de Voves)
- Seigneurs du Puiset
- Fulbert de Chartres (évêque fondateur de l'École de Chartres)
- Amaury de Chartres, né vers 1150 à Bennes, petit village entre Ollé et Chauffours à l'ouest de Chartres.
- Jean de Salisbury (1115-1180), élève d'Abélard et de Fulbert de Chartres. Intellectuel anglais, ami de Thomas Becket. Évêque de Chartres de 1176 à 1180.
- Bernard de Tiron, fondateur de l'ordre monastique de Tiron et de l'abbaye de Thiron-Gardais.
- Philippe de Valois, roi de France, décédé à Coulombs, près de Nogent-le-Roi
- Jean II de France, qui signa pendant la guerre de Cent Ans un traité à Brétigny
- Jean de Dunois (1402-1468), compagnon d'armes de Jeanne d'Arc
- Foucher de Chartres (ou Foulques), aumônier de Baudouin premier roi de Jérusalem. Il a écrit l'histoire de ce qui s'est passé de 1095 à 1117. Il avait suivi en Terre Sainte Étienne comte de Chartres et de Blois ainsi que le duc de Normandie. Il les quitta pour s'attacher à Baudouin qu'il accompagna dans sa conquête de la principauté d'Edesse. Originaire d'une des plus anciennes familles de Chartres, il fut fait en 1123 gouverneur du royaume de Jérusalem pendant la captivité de Baudouin qui en était roi. Il partit avec Saint-Louis et devint son chancelier en l'an 1248 pour la septième croisade. Il mourut lors de ce voyage après la prise de Damiette.

### Renaissance
- Rémy Belleau (1526-1577) : poète de la Pléiade
- Etienne Ier d'Aligre, chancelier et garde des sceaux, propriétaire du château de La Rivière.
- Duc d'Épernon, mignon d'Henri III.
- Henri IV (sacré en la cathédrale de Chartres)
- Maximilien de Béthune, duc de Sully (mort au château de Villebon, repose à Nogent-le-Rotrou)
- Etienne II d'Aligre, ambassadeur à Venise, puis chancelier et garde des sceaux, propriétaire du château de La Rivière.
- Jeanne de France, née à Nogent-le-Roi, épouse de Louis XII, canonisée par le pape Pie XII en 1950.
- Diane de Poitiers (château d'Anet)
- Mathurin Régnier (1573-1613) : poète
- Philippe Desportes (1543-1606) : poète

### Époque moderne
- Jean de Rotrou (1609-1650), dramaturge et poète drouais
- Ducs de Saint-Simon (propriétaires du château de la Ferté-Vidame)
- Julien Fleury (né à Montainville 1647 - Paris 1725) philologue et poète[49]
- Nicolas Chaperon (né en 1612 à Châteaudun) peintre dessinateur et graveur[50]
- Madame de Maintenon (épouse de Louis XIV)
- Jacques Lenfant (1661-1728) pasteur protestant et historien allemand
- Madame de Pompadour (favorite de Louis XV, propriétaire du château de Crécy-Couvé)
- Philippe de Courcillon de Dangeau, militaire, diplomate et mémorialiste né au château de Dangeau.
- François-André Danican Philidor (né le 7 septembre 1726 à Dreux – mort le 31 août 1795 à Londres) compositeur et joueur d'échecs français.
- Michel-Philippe Bouvart (1707-1787) docteur régent de la faculté de médecine de Paris, membre de l'Académie des sciences et ancien professeur au collège royal de France né à Chartres le 11 janvier 1711 et mort à Paris[51].
- François Doublet docteur régent et ancien professeur de la faculté de médecine de Paris, associé ordinaire de la Société royale de médecine, sous inspecteur des hôpitaux civils et des maisons de force né à Chartres le 30 juillet 1751. Il fit imprimer en 1781 un mémoire sur la fièvre puerpérale. Il meurt à Paris le 18 prairial an IV.
- Etienne François d'Aligre, premier président du Parlement de Paris, né en 1727 et mort en 1800, propriétaire du château de Baronville.
- Jean Dussaulx né à Chartres le 28 décembre 1728, écrivain (La passion du jeu depuis les temps anciens jusqu'à nos jours), traducteur de Juvénal et membre de l'assemblée constituante et législative. Mort à Paris.
- Charles-Pierre Colardeau, poète né à Janville en 1735 et mort en 1776 à Paris après son entrée à l'Académie française.
- Gérard Du Doyer de Gastels poète et dramaturge né au château de Voventriers près de Chartres le 19 avril 1731 et mort à Paris en 1798.
- Léonor Jean Christine Soulas d'Allainval, auteur dramatique, né à Chartres en 1700, mort à Paris en 1753
- Claude Deshayes-Gendron, né à Voves, docteur en médecine de la faculté de Montpellier et successivement médecin du frère de Louis XIV et du duc d'Orléans. Il était également homme de lettres et ami de Jean-Étienne Despréaux et de Voltaire.[réf. nécessaire]
- Marie Baron[52] du Mesnil-Thomas, déportée en colonie de Louisiane, installée près du Fort-Rosalie. Prisonnière des Natchez, épouse de Dumont de Montigny, historien prolifique sur la Louisiane française, qu'elle suit en France, à l'île Bourbon puis Pondichéry.

### Révolution française
(par ordre alphabétique)
- Jacques Pierre Brissot, né à Chartres, chef de file des Girondins ;
- Claude François Chauveau-Lagarde, né à Chartres, avocat, défenseur de Marie-Antoinette et de Charlotte Corday ;
- Jean-François Delacroix, anetais et député d'Eure-et-Loir, membre du Comité de salut public sous la Convention, il proposa et fit voter l'abolition de l'esclavage ;
- François Séverin Marceau, général de la Révolution ;
- Jérôme Pétion de Villeneuve, né à Chartres, homme politique (maire de Paris, membre de la Convention) et essayiste ;
- Emmanuel-Joseph Sieyès, nommé vicaire général de Chartres en 1787, il y rédigera « Qu'est-ce que le tiers état ? » (1789).

### XIXeetXXesiècles

#### Arts et lettres
(par ordre alphabétique)
- Noël Ballay, poète, né à Fontenay-sur-Eure en 1847, a vécu à Chartres et a eu droit à des funérailles nationales le 4 mars 1902 dans la cathédrale de Chartres.
- Philippe Beaussant, musicologue et nouvelliste, membre de l'Académie française, qui vit au Mesnil-Thomas.
- Jean Bertholle, peintre, membre de l'Académie des beaux-arts qui vécut à Saint-Lucien.
- Madeleine Castaing, décoratrice de renommée internationale, qui habita à Lèves.
- Philarète Chasles, homme de lettres et journaliste né à Mainvilliers en 1798.
- Charles-Pierre Colardeau, poète, membre de l'Académie française, né à Janville.
- Bernard Friot, enseignant et écrivain, auteur de livres pour la jeunesse, né à Saint-Piat.
- Anna Gavalda, femme de lettres, qui a grandi (1974-1980) à Nogent-le-Roi.
- Ivry Gitlis, violoniste israélien, qui vit en Eure-et-Loir.
- Pierre-Jules Hetzel, écrivain et éditeur (Balzac, Jules Verne, George Sand...) né à Chartres.
- Pascal Lainé, écrivain, prix Goncourt, né à Anet.
- Septime Le Pippre, peintre, aquarelliste, militaire et agriculteur au château de Morville, maire de Hanches
- Gilles Leroy, écrivain, prix Goncourt 2007, qui vit près de La Ferté-Vidame à Boissy-lès-Perche.
- Gabriel Loire, maître verrier lévois.
- Diane de Margerie, femme de lettres, membre du jury du prix Fémina, qui habite Chartres et a consacré l'un de ses ouvrages à la cathédrale.
- Noël Parfait, né à Chartres en 1813, journaliste, auteur des philippiques, pamphlets contre Louis-Philippe, duc de Chartres.
- Charles Péguy, qui écrivit sur la Beauce et la cathédrale de Chartres.
- Marcel Proust (qui s'inspira du village de sa tante Léonie, Illiers-Combray où il passa une partie de son enfance).
- Jacqueline de Romilly, philologue française, membre de l'Académie française, née à Chartres.
- Rhoda Scott, organiste et chanteuse de jazz qui habite dans le Perche d'Eure-et-Loir.
- Chaïm Soutine (peintre), qui séjourna à Lèves chez Madeleine Castaing.
- Bertrand Visage, écrivain, prix Fémina 1984, né à Châteaudun.
- Maurice de Vlaminck, peintre cubiste et fauve qui habita et mourut à Rueil-la-Gadelière.
- Émile Zola, qui s'inspira de Romilly-sur-Aigre pour son roman La Terre.
- Haim Epstein, peintre, ayant vécu à Épernon à partir de 1938 jusqu'à son arrestation et sa déportation.

#### Sciences
- Michel Chasles, mathématicien né à Épernon.
- Gustave Le Bon, né à Nogent-le-Rotrou, anthropologue, précurseur de la psychologie sociale, sociologue.
- Henri Ey, psychiatre, ancien médecin chef de l'hôpital de Bonneval.
- Henri Hureau de Senarmont, physicien et minéralogiste.

#### Religion
- Jeanne de France (Sainte), née le 23 avril 1464 à Nogent-le-Roi, morte le 4 février 1505 à Bourges, est la seconde fille de Louis XI et de Charlotte de Savoie. Fondatrice de l'ordre monastique de l'Annonciade.
- Antoine Godeau, né à Dreux le 24 septembre 1605 et mort à Vence le 21 avril 1672, est un homme de lettres et évêque français.
- François de Montmorency-Laval (Saint), né le 30 avril 1623 à Montigny-sur-Avre et mort le 6 mai 1708 à Québec (Canada), premier évêque de Québec.
- François Lamy, né le 29 janvier 1636 à Montireau et mort le 11 avril 1711 à Saint-Denis, moine bénédictin de la Congrégation de Saint-Maur, théologien et auteur spirituel français.
- Louis-Édouard Pie (26 septembre 1815 - 18 mai 1880) né à Pontgouin, cardinal de l'Église catholique, évêque de Poitiers.
- Franz Stock, (1904-1948) prêtre allemand, aumônier dans les prisons parisiennes durant la Seconde Guerre mondiale (il assiste les condamnés à mort) puis supérieur du « séminaire des barbelés » du Coudray.

#### Armées
- Michel Joseph Maunoury, maréchal de France, né à Maintenon
- Alexandre-Antoine Hureau de Senarmont, baron d'Empire et général d'artillerie enterré à Dreux
- Alexandre-François de Senarmont, héros de Valmy et général enterré à Dreux
- Louis Emmanuel Rey, général de division, enterré à Bazoches-les-Hautes
- Louis-Gaston de Sonis, général, héros de la bataille de Loigny, enterré à Loigny-la-Bataille
- Athanase de Charette de la Contrie, général, héros de la bataille de Loigny, enterré à Loigny-la-Bataille

#### Sports
- Louis Blériot, qui réalisa le premier vol entre deux villes à Toury.
- Hélène Boucher (pionnière de l'aviation) chartraine.
- Géo Lefèvre (1887-1961), chartrain, journaliste, penseur et créateur du Tour de France cycliste
- Charles Brennus, maître-graveur et président d'honneur de la Fédération française de rugby (1921), il est le créateur du Bouclier de Brennus, la récompense suprême du Championnat de France de rugby. Il est né à Châteaudun en 1859.
- Jean Gallet (1916-1989), né à Allonnes, athlète et député d'Eure-et-Loir. Un stade et un complexe sportif portent son nom, respectivement à Chartres et Voves.
- Jacky Lemée, footballeur né à Epernon.
- Jean Todt, qui réside au Gué de Longroi.
- Philippe Quintais, né à Chartres, douze fois champion du monde de pétanque.
- Francis Joyon, né à Hanches, navigateur recordman du tour du monde à la voile.
- Patrick Vieira (footballeur originaire de Dreux).
- Daniel Fernandes, judoka né à Nogent-le-Rotrou, vice-champion du monde en 2003 (poids légers).
- Terry Bouhraoua, né à Châteaudun le 29 août 1987, jeune joueur de rugby à XV et de rugby à 7 prometteur, évoluant actuellement au Stade français CASG Paris au poste de demi de mêlée.
- Nicolas Escudé, joueur de tennis professionnel né à Chartres.
- Kalifa Cissé, footballeur international né à Dreux.
- Julien Escudé, footballeur international né à Chartres.
- Romain Feillu, coureur cycliste professionnel est né à Châteaudun le 16 avril 1984. Il a été vice-champion du monde espoirs à Salzbourg en 2006 et porteur du maillot jaune en 2008.
- Anthony Gonçalves, footballeur né à Chartres.
- Jérémy Stinat, footballeur né à Chartres.
- Catherine Maunoury, championne du monde de voltige aérienne en 1988, habite à Chartres.
- Adrien Trebel, footballeur né à Dreux.

#### Culture, arts décoratifs, spectacle, cinéma et médias
- Madeleine Castaing, antiquaire et décoratrice, mécène, qui a vécu à Lèves.
- Françoise Rosay, actrice française, inhumée au cimetière de Sorel-Moussel
- Thérésa, née à La Bazoche-Gouet, chanteuse de cabaret surnommée « la diva du ruisseau ».
- Charles Denner, acteur de théâtre et de cinéma, est mort le 10 septembre 1995 à Dreux.
- Robert Massin, typographe, figure majeure du graphisme en France, né à La Bourdinière-Saint-Loup
- Gabriel Gabrio, acteur français, décédé à Berchères-sur-Vesgre.
- Stéphane Grappelli, un des plus grands violonistes de jazz du XXe siècle, qui vécut de nombreuses années à Fontaine-la-Guyon.
- Jean Delannoy, cinéaste français, qui vécut et mourut à Guainville.
- Jacqueline Maillan, qui vécut à Anet de 1960 à 1992.
- Georges Cravenne, créateur des Césars, qui vécut à Charpont.
- Patrick Pesnot, journaliste français, vécut à Bleury dont le maire et conseiller général fut son épouse Catherine jusqu'en 2004.
- Jean-Marc Providence (muséographe, fondateur du Compa, du Pass (Belgique), commissaire du Pavillon français à l'exposition universelle d'Aichi)
- Jean-Pierre Coffe, qui réside à Alluyes.
- Ève Ruggieri, journaliste, écrivain, directrice artistique des Journées lyriques de Chartres et d'Eure-et-Loir
- Arlette Chabot, journaliste née à Chartres
- Mireille Dumas, animatrice de télévision née à Chartres
- Lolita Lempicka, créatrice de mode et de parfum, qui réside à Berchères-sur-Vesgre.
- Muriel Montossey, actrice française et professeur de théâtre vivant à Dreux
- Catherine Corsini, réalisatrice, scénariste et actrice née à Dreux
- Cécile de Ménibus, animatrice de télévision née à Chartres
- Dominique Chapatte, journaliste sportif vivant à Gallardon
- Alain Genestar, journaliste, rédacteur de L'Écho républicain de 1980 à 1987
- Bertrand Gallet, député d'Eure-et-Loir, prix Albert-Londres en 1985
- Jean Mainbourg - photographe de personnalités, né à Bernay le 28 novembre 1927
- Garcimore, illusioniste et humoriste, vécut et mourut au Gué de Longroi

#### Politique
- Etienne Jean Francois Charles d'Aligre, marquis d'Aligre et pair de France, président du collège électoral d'Eure-et-Loir, propriétaire du château de Baronville, du château de La Rivière et du château des Vaux.
- Louis-Philippe Ier, duc de Chartres, et certains de ses ascendants et descendants reposent dans la chapelle royale de Dreux.
- François-André Isambert (avocat) (1792-1857), élu député d'Eure-et-Loir en 1830 et représentant d'Eure-et-Loir à l'Assemblée constituante de 1848, cofondateur de la Société française pour l'abolition de l'esclavage.
- Charles Delescluze, né à Dreux, journaliste et membre important de la Commune de Paris.
- William Waddington, ministre de l'Instruction publique, né à Saint-Rémy-sur-Avre.
- Maurice Viollette, élu d'Eure-et-Loir, maire de Dreux de 1908 à 1959.
- Paul Deschanel, président de la République, élu d'Eure-et-Loir.
- Jean Moulin, préfet d'Eure-et-Loir.
- Charles Brune, ministre des PTT et de l'Intérieur sous la IVe République, élu d'Eure-et-Loir.
- Maurice Bourgès-Maunoury, président du Conseil sous la IVe République.
- Pierre July, résistant et homme politique français, député d'Eure-et-Loir.
- Maurice Dousset, député d'Eure-et-Loir, président de la région Centre-Val de Loire de 1985 à 1998.
- Georges Lemoine, homme politique, ancien ministre.
- Françoise Gaspard, sociologue, écrivain, féministe et femme politique française, ancienne députée-maire de Dreux.
- Marie-France Stirbois, députée d'Eure-et-Loir.
- Henri d'Orléans, « comte de Paris », mort en 1999 à Cherisy.
- Yves Bonnet, préfet, directeur de la DST, ancien député de la Manche né à Chartres.
- François Huwart, ancien ministre.
- Pascal Ory, historien, homme politique.
- Michel Rousseau, économiste, président de la Fondation Concorde, ancien maire de Gallardon, maire de Saint-Denis-des-Puits.
- Laurent Beauvais, né à Nogent-le-Rotrou, président du conseil régional de Basse-Normandie depuis avril 2008.

#### Entreprises
(par ordre alphabétique)
- Marc Blondel, ancien secrétaire général de Force ouvrière, qui réside à Oysonville ;
- Jean Daninos, fondateur des automobiles Facel Vega ;
- Firmin Didot, typographe et imprimeur installé à Sorel-Moussel ;
- Jean-Paul Guerlain, président fondateur de la Cosmetic Valley ;
- Ferdinand Hédiard, né à La Loupe, fondateur de la célèbre épicerie ;
- Dominique Lefebvre, né à Jouy, président de Crédit agricole SA ;
- Thierry Morin, né à Dreux, ancien PD-G de Valeo, président du conseil d'administration de l'Institut national de la propriété industrielle ;
- Colette Neuville, chartraine, présidente-fondatrice de l'Association de défense des actionnaires minoritaires ;
- Guillaume Pepy qui a des attaches familiales à Saulnières[53] ;
- Adrien Philippe, né à La Bazoche-Gouet, l'un des fondateurs de l'entreprise suisse d'horlogerie Patek Philippe ;
- Thomas Waddington et son fils Richard Waddington, manufacturiers dans l'industrie du coton à Saint-Rémy-sur-Avre et Saint-Lubin-des-Joncherets.

Personnalités reliées au département d'Eure-et-Loir.
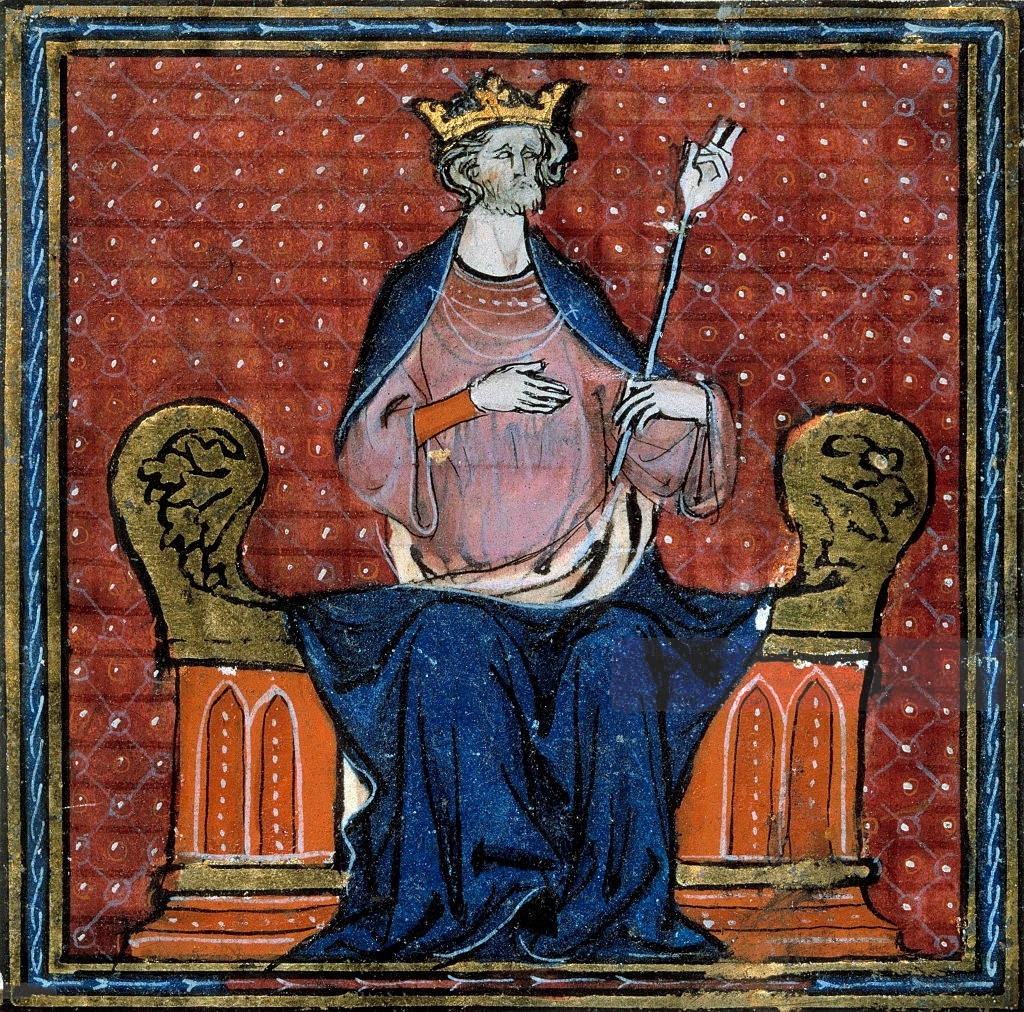
Hugues Capet.
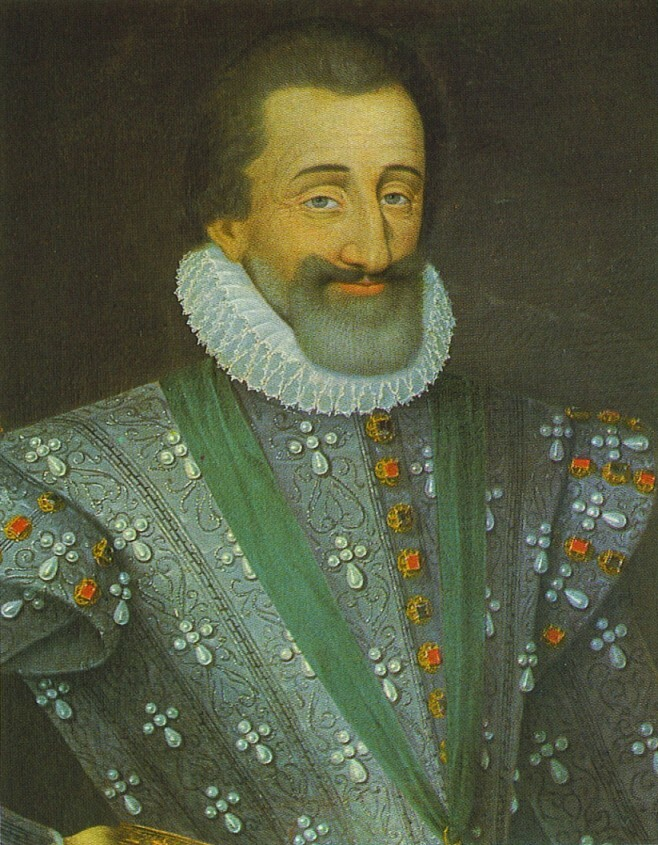
Henri IV.
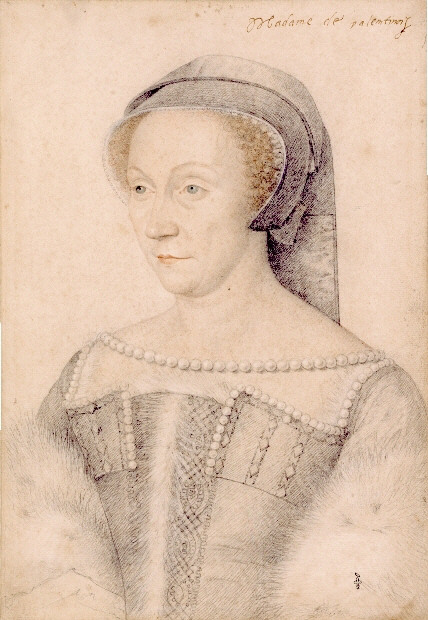
Diane de Poitiers.
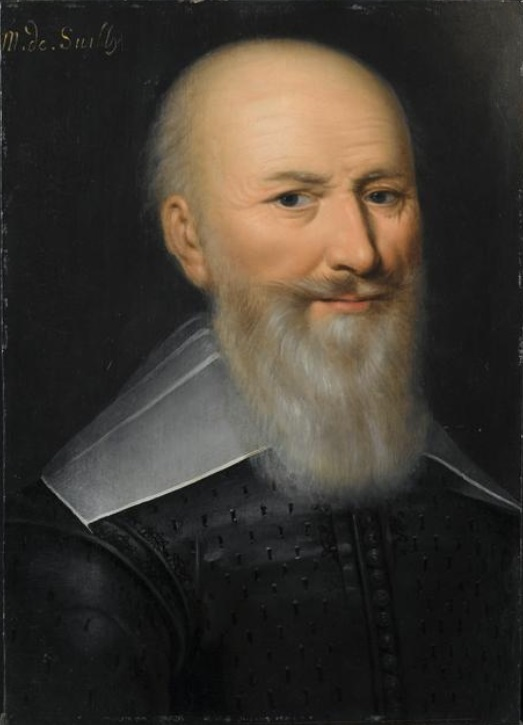
Sully.
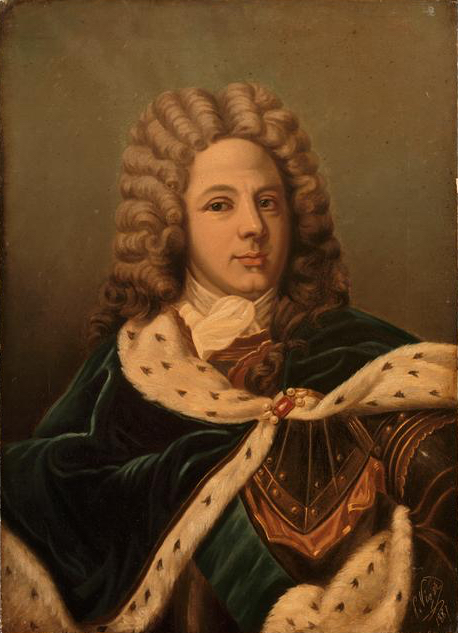
Saint-Simon.
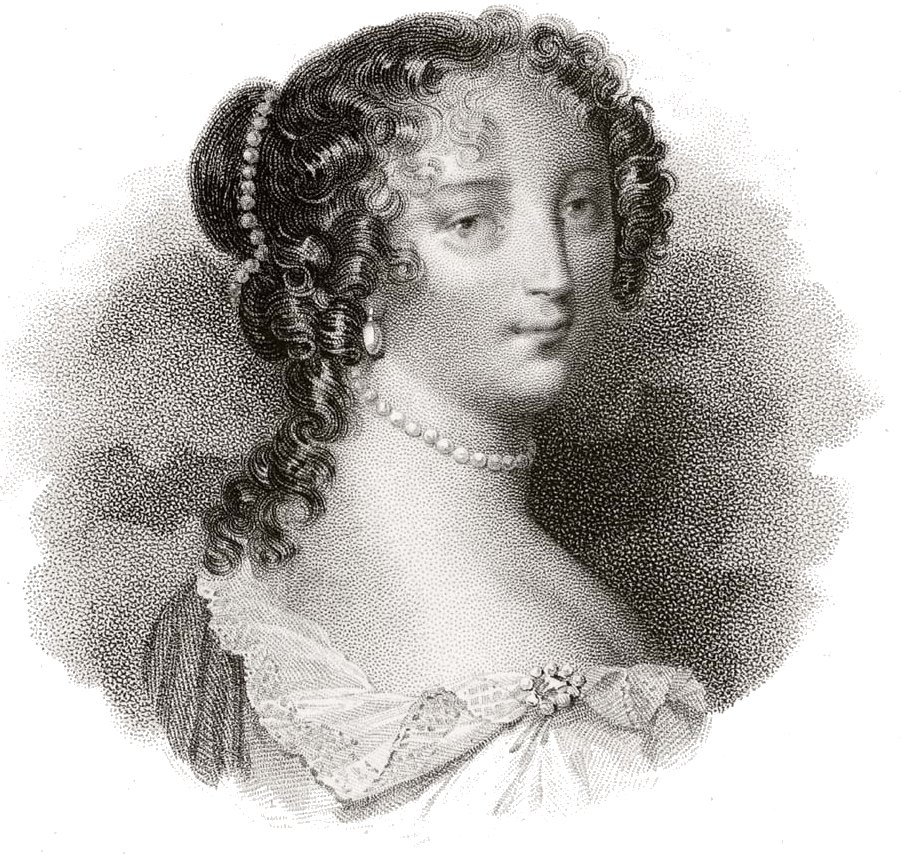
Madame de Maintenon.
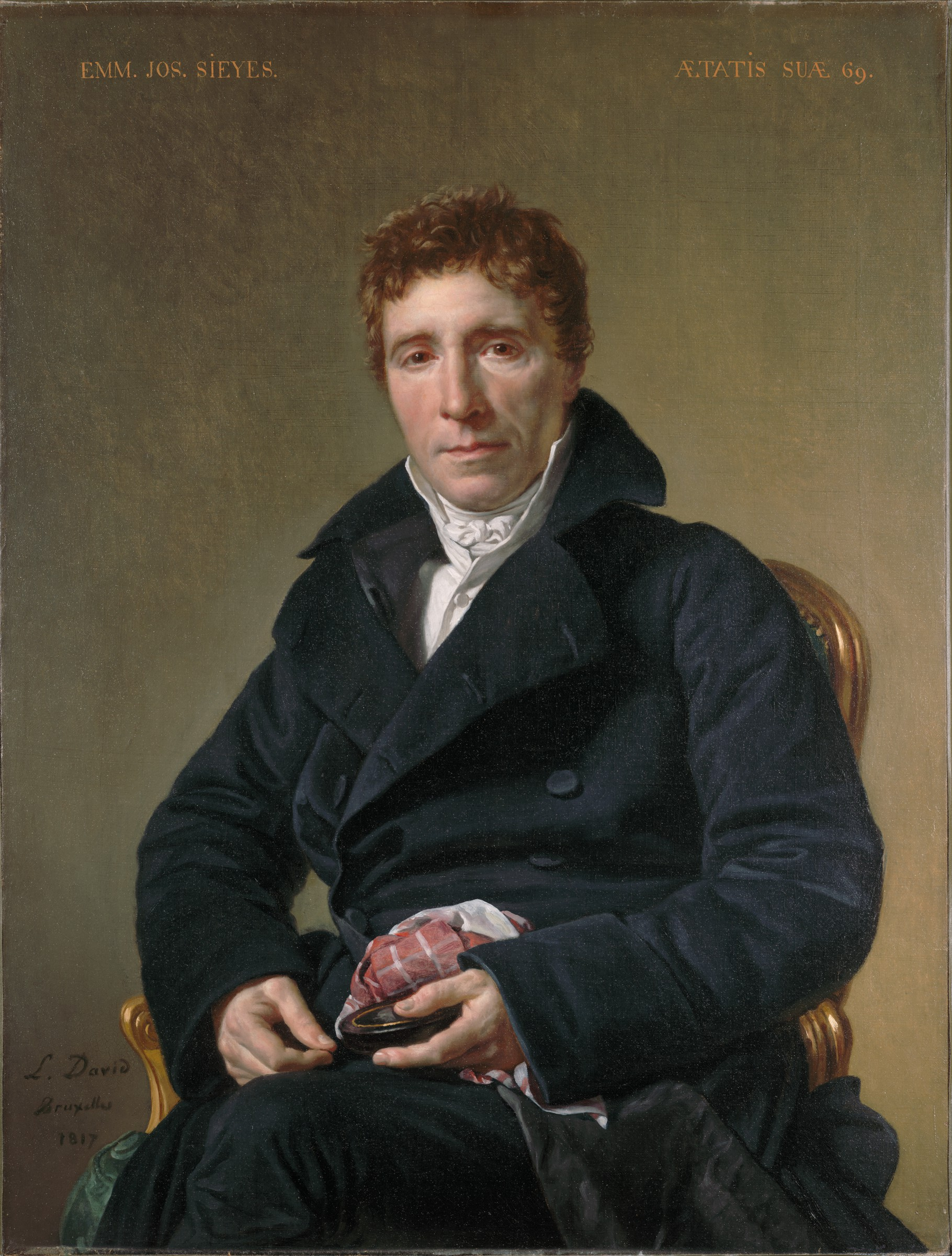
Sieyès.
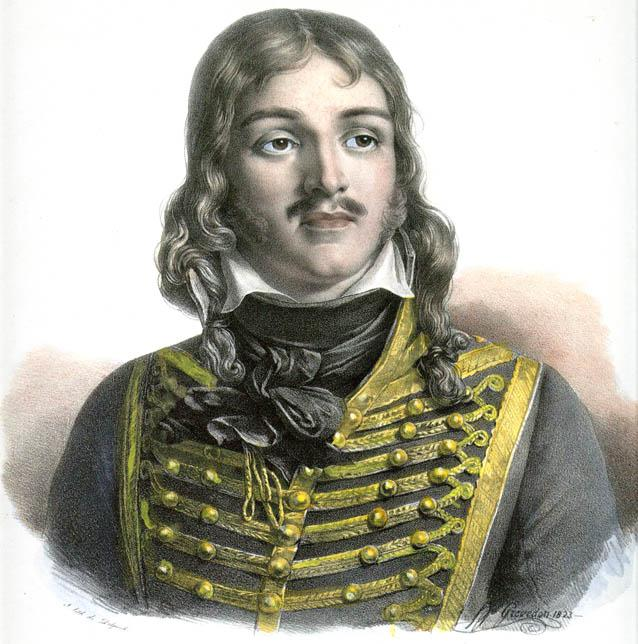
Marceau.
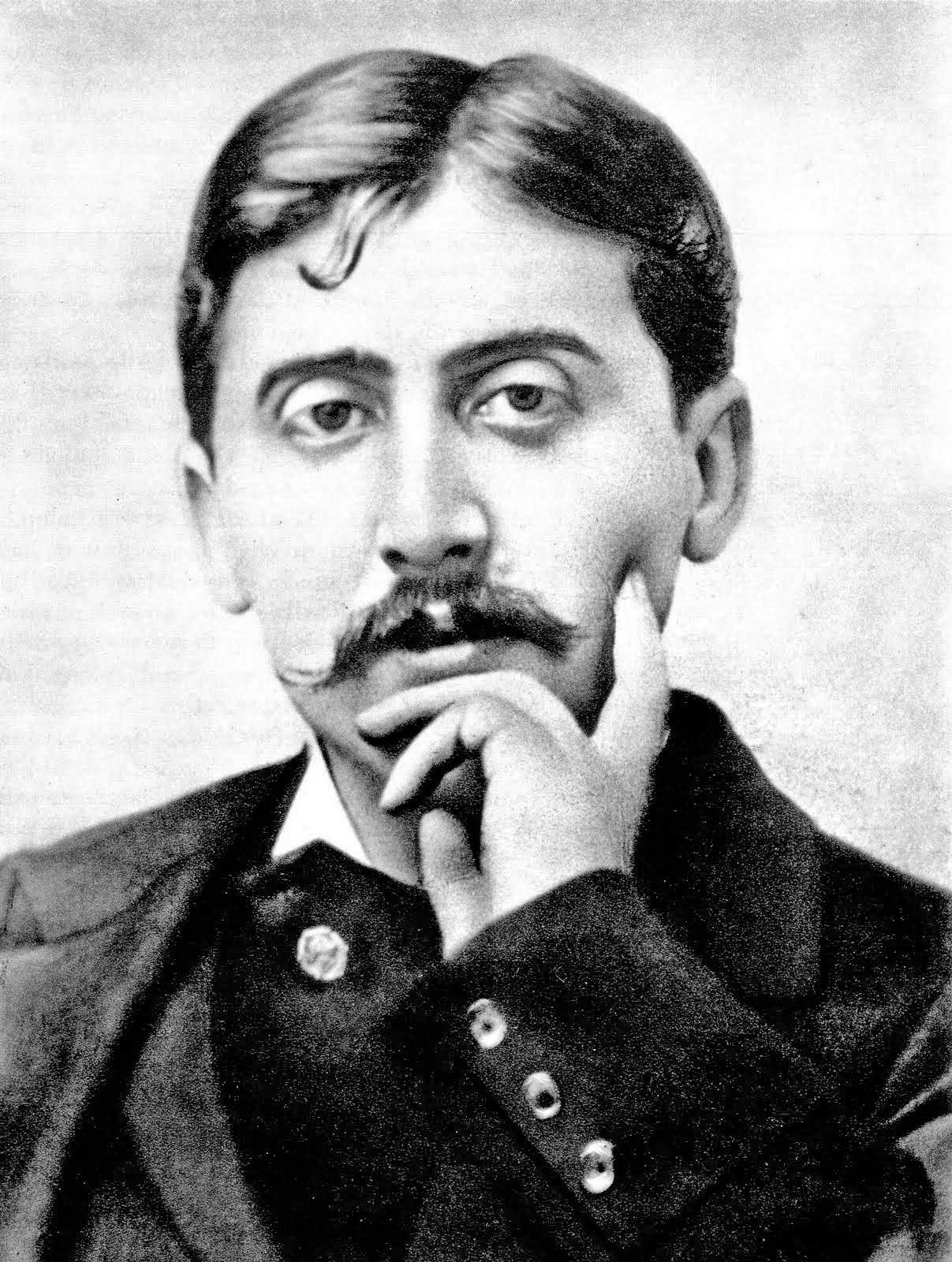
Marcel Proust.
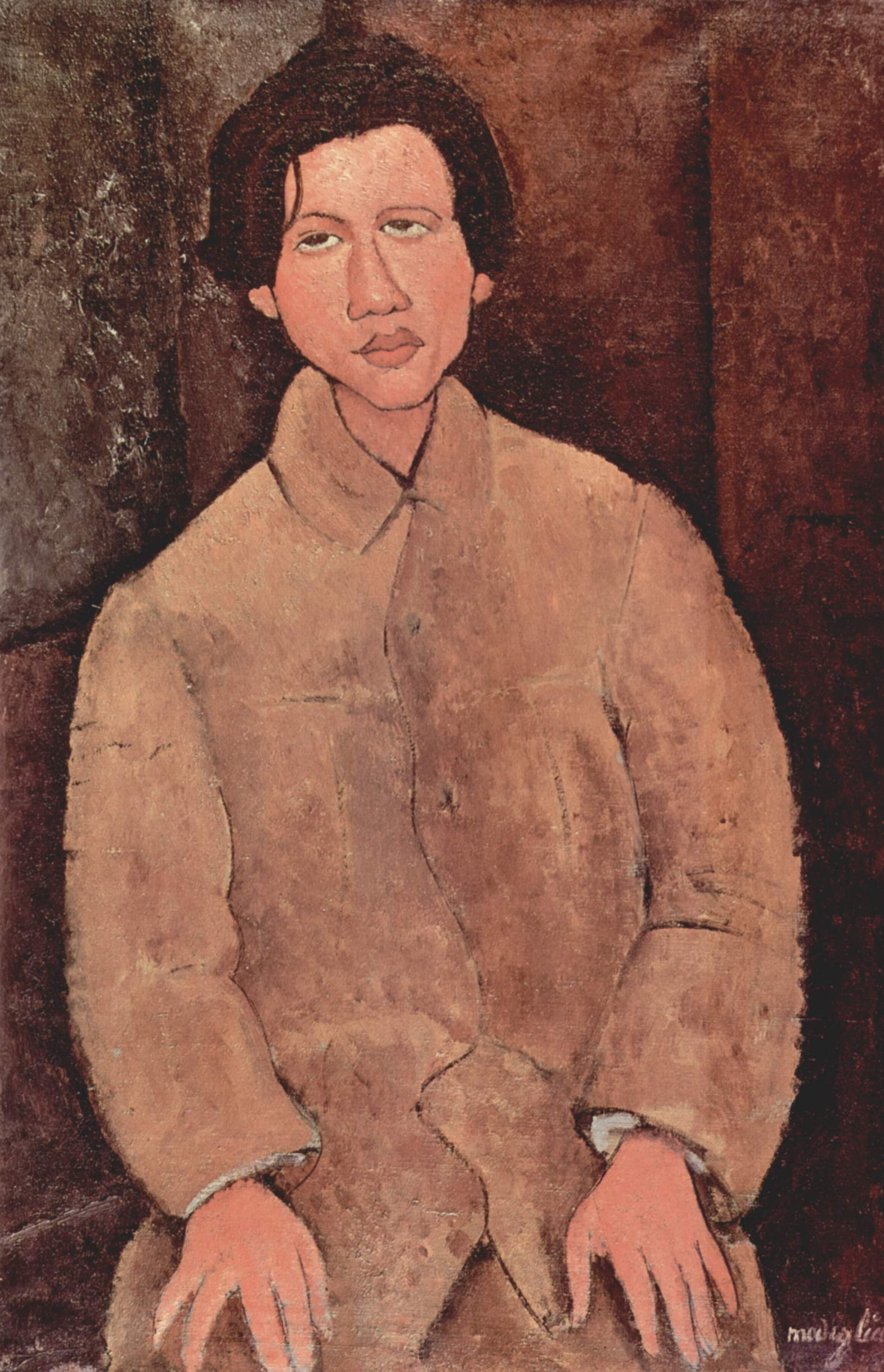
Chaïm Soutine.
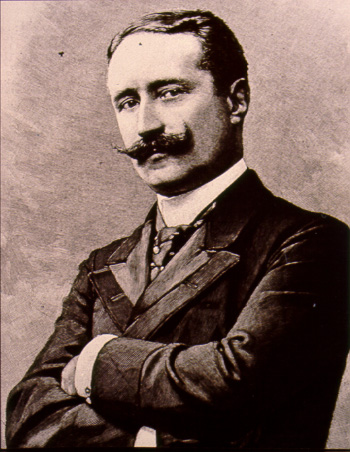
Paul Deschanel.
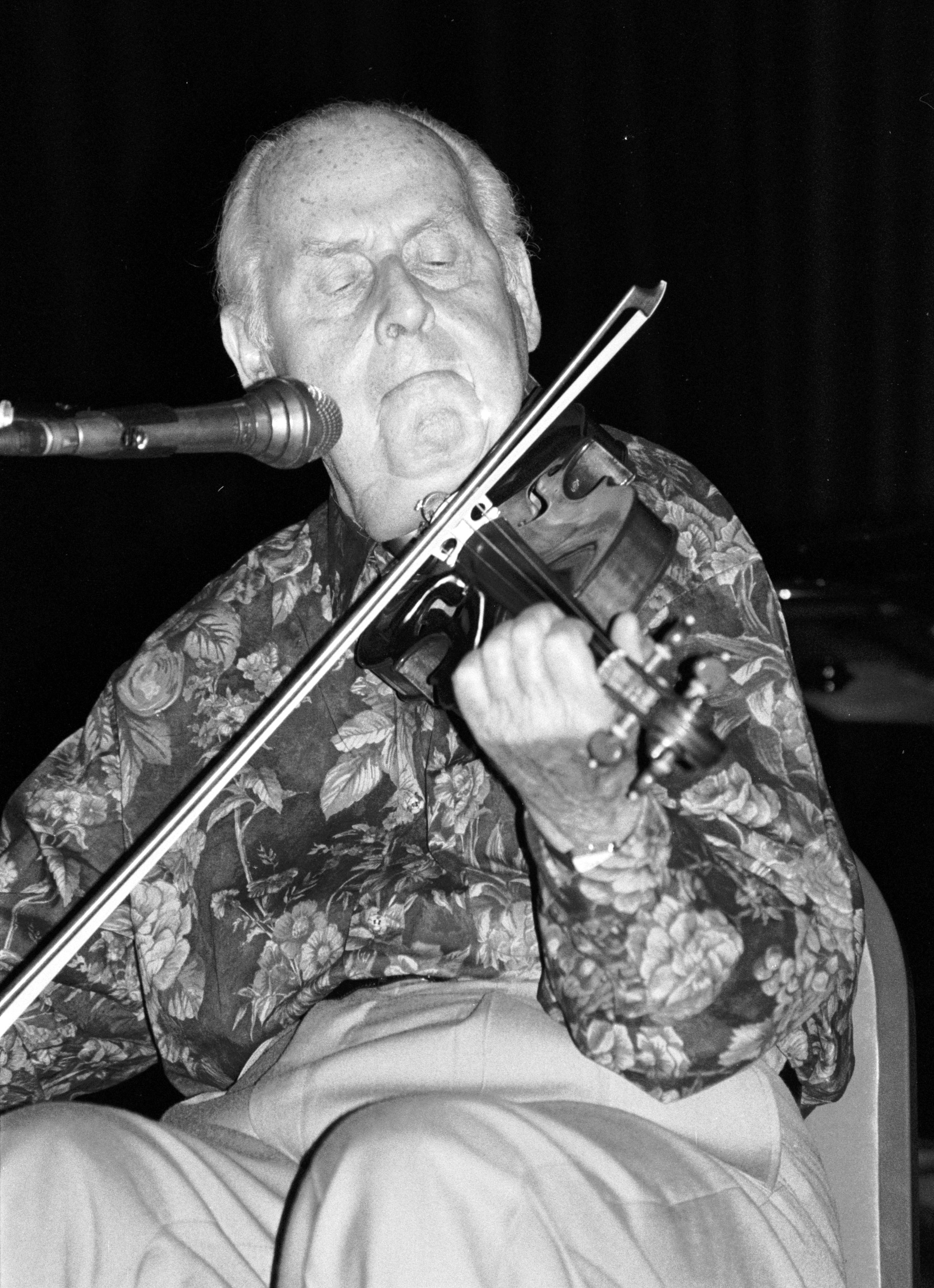
Stéphane Grappelli.